# Lokeren
Lokeren is een stad in de Belgische provincie Oost-Vlaanderen en ligt in de regio Waasland, waarvan het een van de twee steden in de regio is. De stad ligt aan de rivier de Durme, aan de Lede en de snelweg E17.
De stad heeft een bevolking van meer dan 50.000 inwoners en beslaat een oppervlakte van 106,17 km². Hiermee is Lokeren qua inwonertal de vijfde gemeente in de provincie Oost-Vlaanderen en de 31e gemeente van België. De stadskern zelf telt ongeveer 30.000 inwoners, terwijl de rest van de bevolking verspreid woont in de dorpen Heiende en Oudenbos buiten de stadskern, evenals in de drie deelgemeenten Daknam, Eksaarde en Moerbeke. Een inwoner van Lokeren wordt een Lokeraar genoemd.
De stad bevindt zich binnen het bestuurlijk arrondissement Sint-Niklaas en fungeert als hoofdplaats van een afdeling binnen het gerechtelijk arrondissement Oost-Vlaanderen. Lokeren staat bekend om het behoud en onderhoud van natuurgebieden op haar grondgebied, Lokerse paardenworst en de Lokerse Feesten.
Sinds de 2e eeuw was Lokeren een agrarische nederzetting gelegen aan de rechteroever van de Durme. Tijdens de klassieke oudheid werd in de nabijheid van deze Gallo-Romeinse nederzetting de heirbaan tussen Antwerpen en Gent aangelegd, waardoor het uitgroeide tot een handelscentrum. In de vroegmoderne tijd verleende Keizer Karel V marktrechten aan de nederzetting, wat resulteerde in de ontwikkeling tot een volwaardige burgernederzetting. In de 18e eeuw werd Lokeren zelfs de tweede gemeente van Oost-Vlaanderen. Aan het begin van de 19e eeuw verkreeg Lokeren stadsrechten van Napoléon Bonaparte, en in de 20e eeuw groeide de stad uit tot het wereldcentrum van de haarsnijderij.

## Toponymie
De oudste vermelding van de plaatsnaam Lokeren dateert uit 1114, waarin een zekere Dirmannus de Lokerne wordt genoemd. Latere documenten uit de 12e tot de 17e eeuw verwijzen naar de plaats als Lokerne, Locren, Lokere, Locra, Lochre, Lokere, Lokerren/Lokerne, Lookerne en Loqueren. Ook wordt de stad op het paalgraf van bisschop Jan Baptiste de Smet vermeld als Lokerensis Wasiani in het Latijn.
Er zijn diverse theorieën ontwikkeld over de oorsprong van de naam Lokeren, variërend in geloofwaardigheid. Een aantal auteurs ziet het element "luken" in de plaatsnaam. Lokeren zou verwijzen naar een ingesloten plaats tussen de Durme en een bosgebied met wilde dieren.
Een recentere en meer wetenschappelijk onderbouwde interpretatie suggereert dat Lokeren oorspronkelijk een waternaam was die later werd overgenomen door de nederzetting die daar werd gesticht. De naam zou afgeleid zijn van het Indo-Europese woord "leuk", wat helder of glanzend betekent, en het prehistorische hydronymische achtervoegsel "arna", wat water betekent. Hoewel taalkundig aannemelijk, ontbreekt er feitelijke historische bevestiging voor de combinatie "Leuk-arna".
Sommigen vermoeden daarentegen dat de naam verwijst naar de Noorse god Loki.

## Geschiedenis
Aan het einde van de laatste ijstijd was het volledige grondgebied van Lokeren voornamelijk een moerassig gebied, gevormd door een vlechtende rivier met smeltwater die het landschap doorkliefde en zo de Durmevallei vormde. In het vroege Holoceen werd het gebied droger en omgeven door een bos, en stopte de aanvoer van smeltwater voor de toenmalige stroom. Op dat moment begon de Durme, die zijn oorsprong had in het Houtland, door deze depressie te stromen.
Gedurende de ijzertijd, en mogelijk ook tijdens de bronstijd en het neolithicum, werd het landschap omgeven door boerderijen die voornamelijk langs de Durme verschenen. De rivier werd omringd door harde grond die zich uitstrekte tot in moerasgebieden. Diverse volksstammen konden alleen op bepaalde plaatsen de Durme oversteken. De vroegste nederzettingen bevonden zich aan de linkeroever van de Durme op landduinen die inmiddels zijn verdwenen. Later vestigden bewoners zich ook aan de rechteroever van de rivier op harde gronden in de buurt van het moerasgebied. Bij hoogwater bevonden de Kerk- en Roomstraat zich op de rivierbedding van de Durme en Lede. In de klassieke oudheid legden de Romeinen een heerweg aan tussen Antwerpen en Gent, ten noorden van de nederzetting. Dit verbeterde de handelsmogelijkheden voor de landbouwnederzetting aanzienlijk. In het begin van de 4e eeuw begon het proces van kerstening in de Lage Landen, en Lokeren groeide uit tot een volwaardige parochie met een eigen kerk in 1139 met landbouw en vlasnijverheid als belangrijkste economische activiteiten.

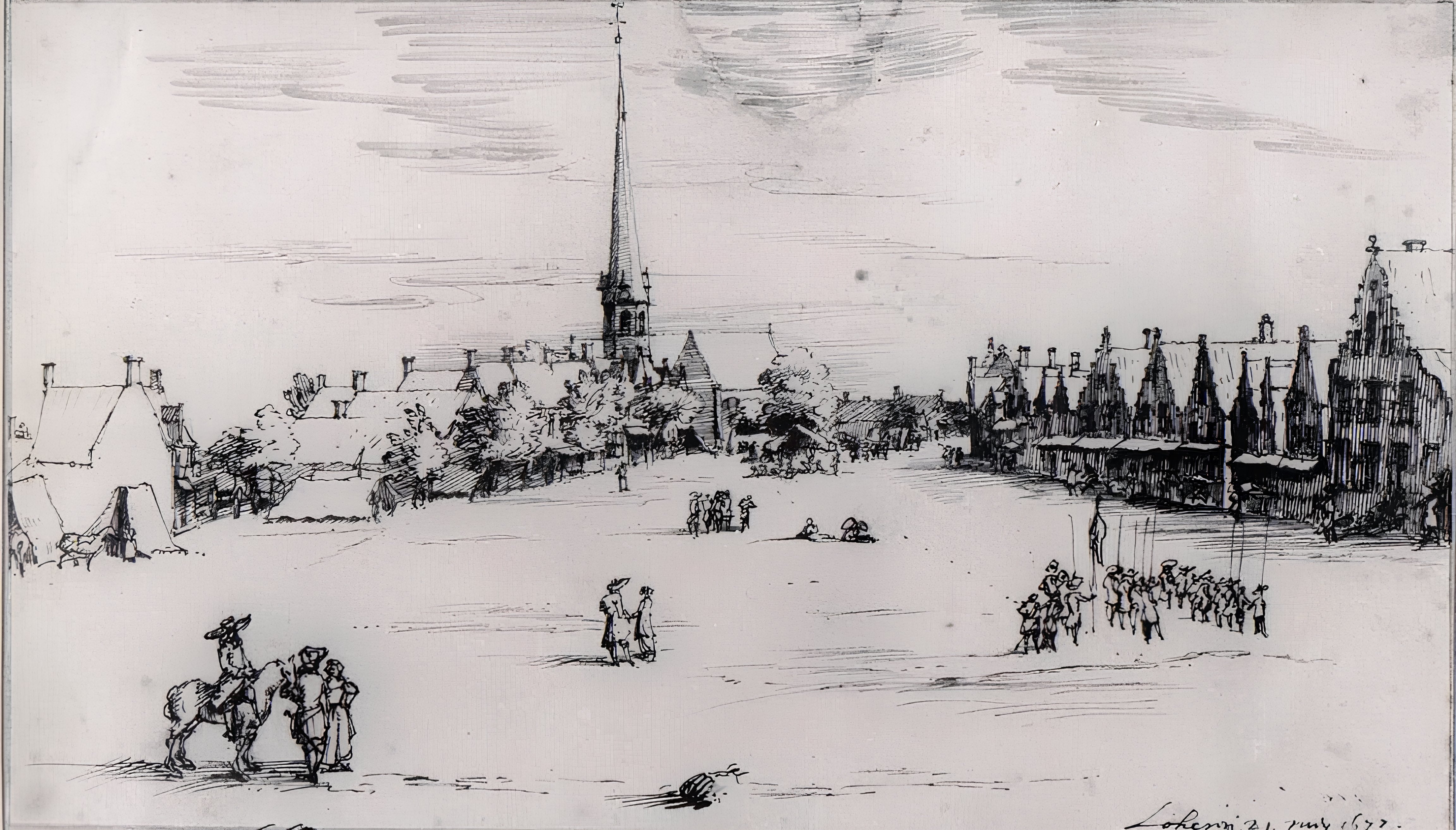
Markt van Lokeren omstreeks 1677

In het begin van de 16e eeuw was Lokeren de grootste plaats in het Waasland. In 1555 verleende Keizer Karel V het dorp het recht om wekelijks een markt te houden, wat het begin betekende van een bloeiperiode voor Lokeren. Deze markt groeide binnen korte tijd uit tot een van de belangrijkste in de regio, wat spanningen veroorzaakte met omliggende steden. In 1584 vielen garnizoenen uit Gent en Dendermonde Lokeren binnen, waarbij het toenmalige dorpscentrum en de kerk volledig in de as werden gelegd. Het duurde tot de 17e eeuw voordat er weer sprake was van heropleving.

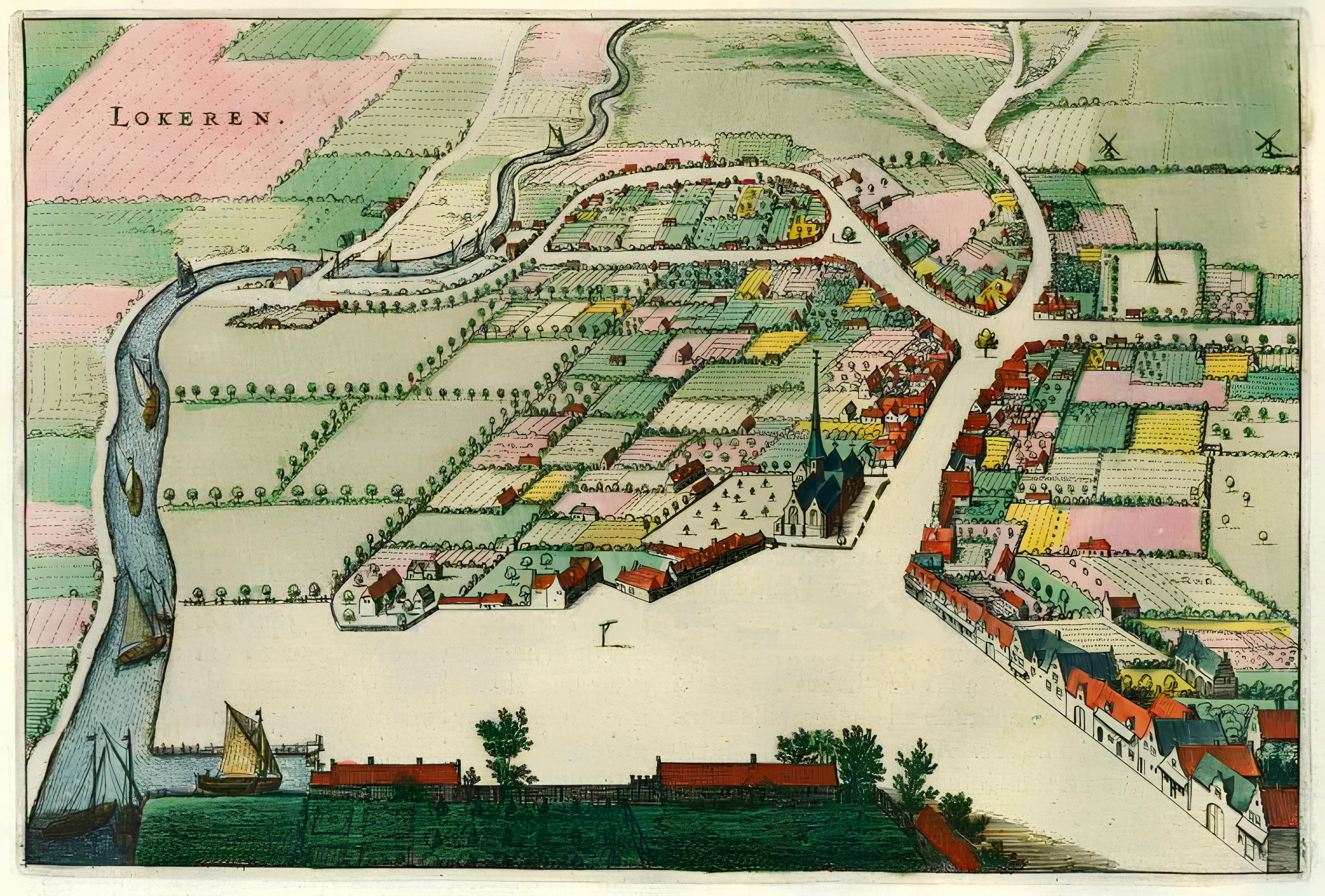
Het centrum in het op het eind van de 17e eeuw op Flandria illustrata

Tijdens de 16e en 17e eeuw lag het Land van Waas in het heetst van de strijd tussen de protestantse Republiek en de katholieke Spaanse Nederlanden. Veel inwoners van Lokeren maakten deel uit van de migratiestroom naar de noordelijke Nederlanden aan het einde van de 16e eeuw. Tussen 1641 en 1645 werd rondom Lokeren een versterkt legerkamp opgezet door het leger van de Hollandse Republiek, met het hoofdkwartier in het centrum onder leiding van Antoine III de Gramont en de prins van Oranje.

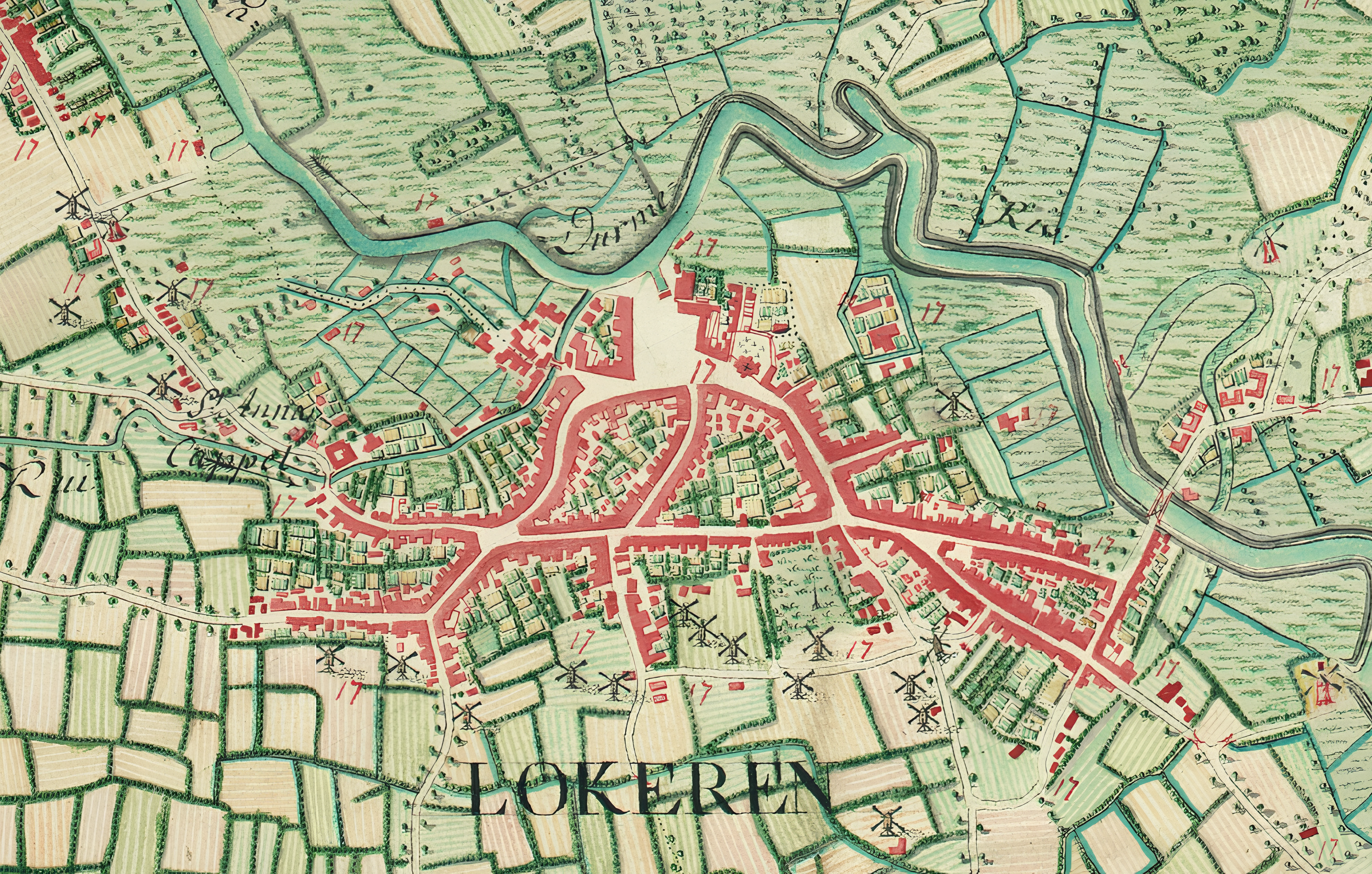
Lokeren op de Ferrariskaart rond 1775

In de 17e en 18e eeuw onderging Lokeren een snelle ontwikkeling, wat resulteerde in een aanzienlijk aantal huizen uit die periode. Tegen het jaar 1800 was de bevolking in slechts 200 jaar tijd tweemaal verdubbeld, mede dankzij de bloeiende handel op de wekelijkse markt en de opkomst van huisnijverheid. In het midden van de 18e eeuw ontstond de hoedenmakersnijverheid, wat Lokeren vooral in de daaropvolgende eeuw een economische bloei bezorgde. Bovendien verschenen talrijke katoenspinnerijen en -weverijen, evenals linnenblekerijen.
Rond 1804 bezocht Napoléon Bonaparte de gemeente als onderdeel van zijn reis naar de Bataafse Republiek en verleende in datzelfde jaar stadsrechten aan Lokeren. In 1815 werd de stad een deel van het Verenigd Koninkrijk der Nederlanden, en in 1830 werd Lokeren uiteindelijk een Belgische stad.
In 1914 brak de Eerste Wereldoorlog uit. Op 8 oktober 1914 werd het stadscentrum van Lokeren beschoten met artillerie vanuit Bokslaar, en op 9 oktober viel het centrum in handen van de vijand. Tijdens de Duitse bezetting werden verschillende fabrieken omgevormd tot gevangenissen, en het stadhuis diende als rechtbank. In totaal werden gedurende de Eerste Wereldoorlog 9.781 mensen opgesloten in deze gevangenissen.

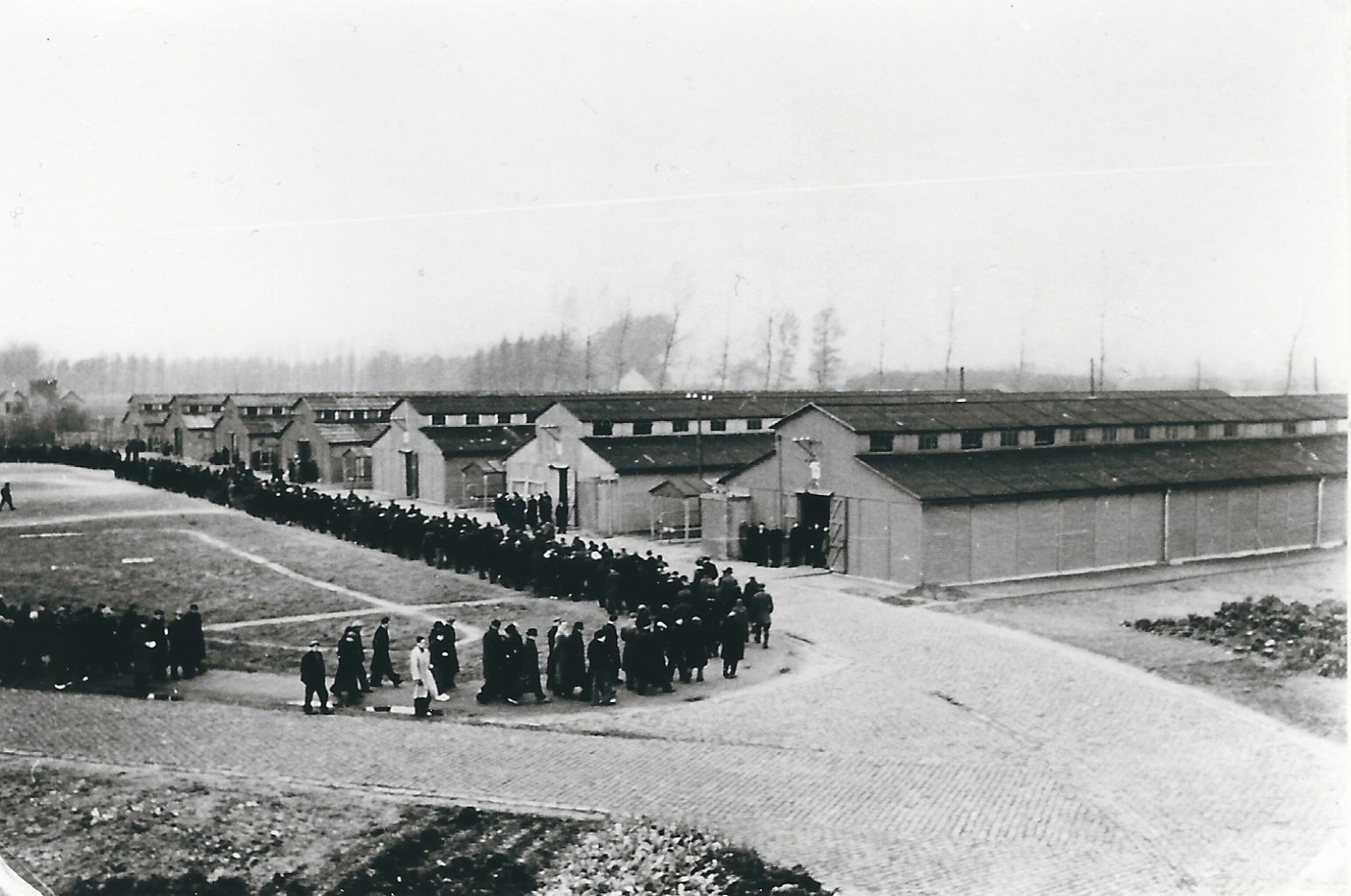
Het Interneringscentrum Lokeren

Tijdens de Achttiendaagse Veldtocht aan het begin van de Tweede Wereldoorlog werden er verschillende bombardementen uitgevoerd in Lokeren. Het station werd gebombardeerd, evenals een circustent op de Markt waarvan de Duitsers ten onrechte dachten dat het een Belgisch legerkamp was. Gedurende de Duitse bezetting werd er echter een Durchgangslager (doorgangskamp) opgericht tussen de Bleekmeerstraat en de Oude Bruglaan. Het belangrijkste doel van dit kamp was het samenbrengen van Engelse krijgsgevangenen in afwachting van transport en deportatie. Na de bevrijding werd het kamp omgevormd tot een interneringscentrum voor collaborateurs tijdens de repressie. Het Interneringscentrum Lokeren was een van de grootste in zijn soort, en tussen september 1944 en november 1947 verbleven er tussen de 15.000 en 22.000 gedetineerden.
In de jaren 50 en 60 van de 20e eeuw werden er nieuwe woonwijken buiten het stadscentrum van Lokeren aangelegd en transformeerde de stad tot een centrum van diensten, zorginstellingen en onderwijs. Sinds de fusie van 1 januari 1977 maken de deelgemeenten Eksaarde en Daknam deel uit van Lokeren. Sinds de fusie van 1 januari 2025 maakt ook Moerbeke deel uit van de stad.

## Geografie
Lokeren bevindt zich in het noorden van de provincie Oost-Vlaanderen. De A14-E17 markeert de gemeentegrens in het zuiden, waar het grenst aan Berlare en Zele. In het noorden wordt de gemeentegrens gevormd door de landgrens tussen België en Nederland. In het oosten grenst Lokeren aan Sint-Niklaas, Stekene en Waasmunster, terwijl de westelijke grens wordt gevormd door Laarne en Lochristi.

### Geologie en landschap
Lokeren is gelegen in de Durmevallei en Moervaartdepressie. Het centrum van de stad ligt grotendeels in deze vallei, op een hoogte van 3 tot 5 meter boven zeeniveau. Dit is ook het geval bij Daknam. Eksaarde ligt zowel in de Durmevallei als in de Moervaartdepressie. Moerbeke-Waas ligt volledig in de Moervaartdepressie op de grens van Zandig Vlaanderen. Het hoogste natuurlijke punt van de gemeente ligt niet ver van het centrum, in de Daknamse Bossen, op 10 meter boven zeeniveau.
Lokeren wordt doorkruist door de scheidingslijn tussen het Bekken van de Gentse Kanalen en het Benedenscheldebekken. Dit komt doordat de Molsbroekdam in Lokeren de Durme opsplitst in de Bovendurme en Benedendurme. De Bovendurme, samen met de Moervaart en Zuidlede, staat in verbinding met het Kanaal Gent-Terneuzen, terwijl de Benedendurme in verbinding staat met de Schelde.
Buiten het stadscentrum ligt de rest van het Lokerse grondgebied in zes bestuurlijke polders: Polder Moervaart en Zuidlede, Polder Sinaai-Daknam, Polder Schelde Durme Oost, Polder tussen Schelde en Durme, Polder van Belham en de Moerbeke-Polder

### Kernen
De fusiegemeente Lokeren bestaat naast de stadskern ook uit drie deelgemeenten: Moerbeke-Waas, Eksaarde en Daknam. Binnen het grondgebied van de deelgemeente Lokeren liggen de dorpen Heiende en Oudenbos. Oudenbos is het enige dorp dat nog niet volledig is geïntegreerd met de stadskern, omdat het relatief ver ervan verwijderd is. Daarnaast omvat de fusiegemeente ook nog het dorp Doorslaar, gelegen in de deelgemeente Eksaarde, evenals de dorpen Kruisstraat en Koewacht in de deelgemeente Moerbeke-Waas.
Bron: Databank Provincies in cijfers
Opmerking: Het bevolkingsaantal is gebaseerd op de gegevens uit het rijksregister en wijkt daarom licht af van het definitieve bevolkingsaantal.

#### Moerbeke-Waas

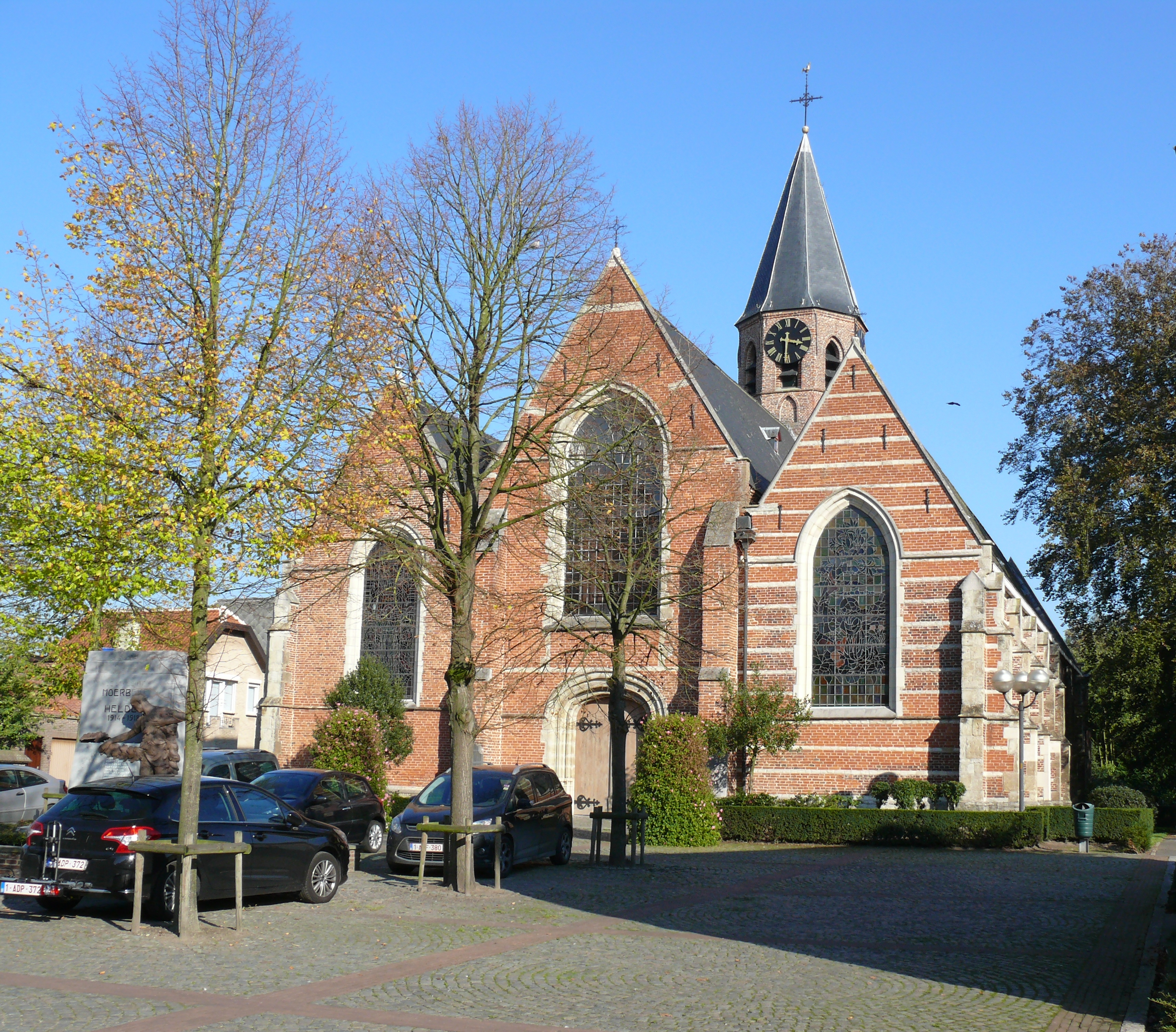
Sint-Antonius Abtkerk in Moerbeke-Waas

Moerbeke-Waas is de tweede grootste deelgemeente van Lokeren en telt ruim 6.700 inwoners. Het dorp heeft een lange geschiedenis, met archeologische vondsten uit het epipaleolithicum, mesolithicum en de Romeinse periode. Moerbeke ontwikkelde zich als straatdorp langs de historische weg tussen Brugge en Antwerpen. In de middeleeuwen was het een grafelijk bezit, waar turfwinning en ontginningen door de Sint-Baafsabdij plaatsvonden. Belangrijke historische gebeurtenissen zijn de Slag bij Moerbeke in 1452 en de aanleg van verdedigingswerken in de late 16e eeuw onder leiding van Alexander Farnese. Het landschap varieert van meersen en akkers in de Moervaartdepressie tot zandige gebieden met het natuurgebied Heidebos en uitgestrekte polders in het noorden.

#### Eksaarde

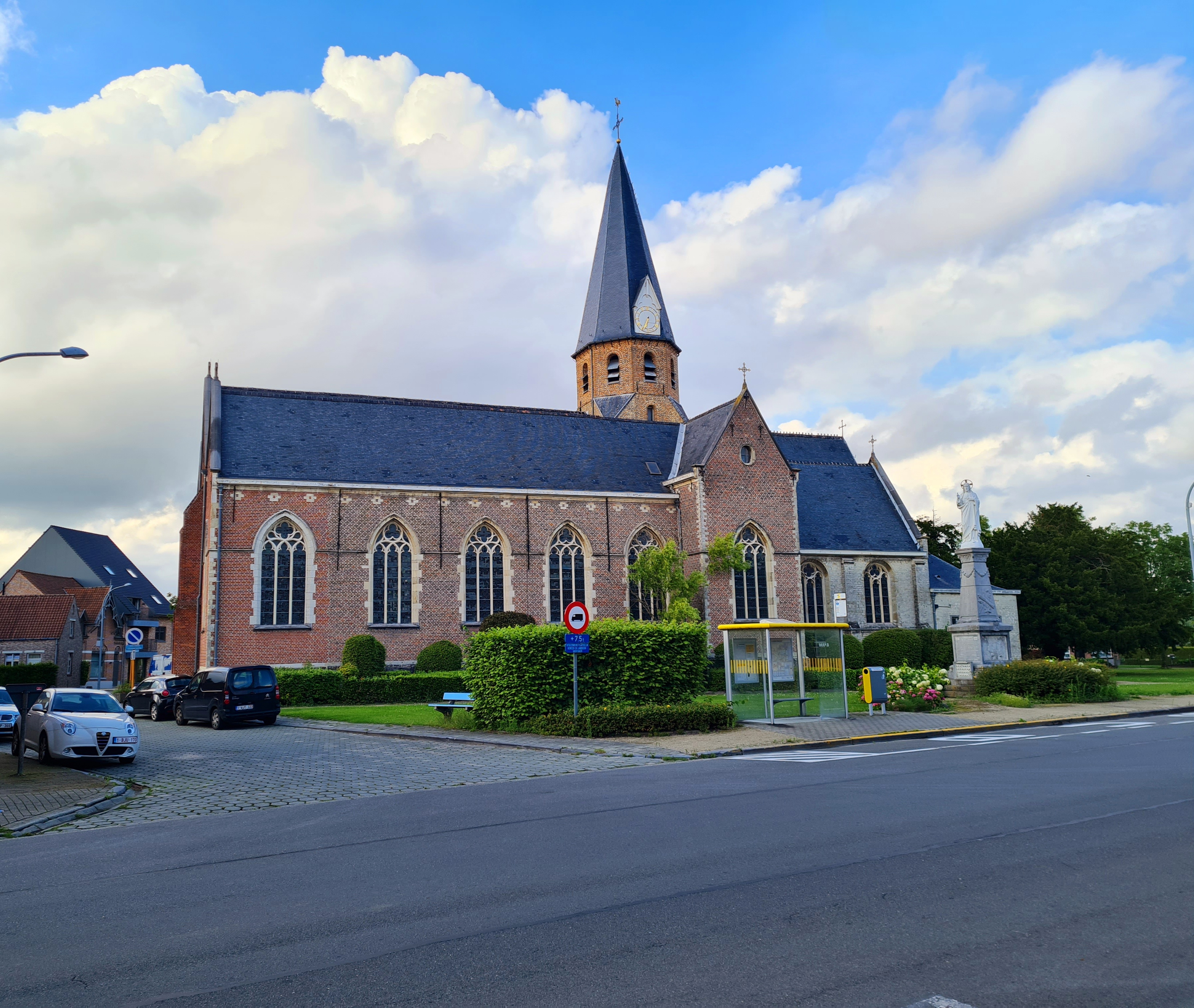
Onze-Lieve-Vrouw-Hemelvaartkerk in Eksaarde.

Eksaarde is de derde grootste deelgemeente van de fusiegemeente en telt ruim 6.000 inwoners (2022). Het ontstond langs de heerweg tussen Antwerpen en Brugge en werd in 1230 een aparte parochie. De nabijheid van de abdij van Boudelo heeft een belangrijke rol gespeeld in de geschiedenis. Na de gemeentelijke fusies van 1977 werd Eksaarde een deelgemeente van Lokeren. Bezienswaardigheden zijn onder andere de Onze-Lieve-Vrouw-Hemelvaartkerk, de Begraafplaats met praalgraven, de Kruiskapel, en het oorlogsmonument. Eksaarde heeft natuurgebieden zoals de Bedmarlinie en het Etbos. Het dorp organiseert evenementen zoals de Gezôarse feesten met een rommelmarkt, fuif, spelen, en optredens. In september is er Gezoârde-kermis met een reuzenstoet, blauwbuikjogging, Blauwbuik Trail Eksaarde en de Blauwbuik Toerrit, een van Vlaanderens grootste oldtimerevenementen.

#### Daknam
Daknam is de kleinste deelgemeente van Lokeren en is een dorp met ongeveer 900 inwoners, gelegen aan de Durme. Het heeft een rijke geschiedenis met neolithische vondsten en Gallo-Romeinse bewoning. Vanaf de 12e eeuw was het een zelfstandige parochie. Daknam en Lokeren vormden tot 1794 een bestuurlijke eenheid en zijn sinds de fusie van 1977 weer verenigd. Het dorp heeft historische bezienswaardigheden zoals de Onze-Lieve-Vrouwekerk en het Huis Mijn Droom. Daknam ligt aan het Reinaertpad en herbergt Reynaertbanken die verwijzen naar het epos Van den vos Reynaerde. Het dorp heeft natuurgebieden zoals de Daknamse Meersen. Jaarlijkse evenementen omvatten de Kunst- en Ambachtenmarkt en Daknam Koerse. Het voormalige station Daknam is nu een fietspad, bekend als "de Route." Het Daknamstadion, op de grens van Daknam en Lokeren, huisvest KSC Lokeren-Temse.

## Demografie
Op 1 januari 2024 telde Lokeren 43.538 inwoners, waarmee het de vijfde grootste gemeente is in de provincie Oost-Vlaanderen. Op nationaal niveau, in België, staat Lokeren op de 31e plaats wat betreft het inwonertal.

### Samenstelling
In 2023 vertoonde de leeftijdsopbouw van Lokeren het volgende beeld: 23,3% van de bevolking was 19 jaar of jonger. De leeftijdsgroep van 20 tot 59 jaar vertegenwoordigde 51% van de totale bevolking, wat 0,3% onder het Oost-Vlaamse gemiddelde van 51,3% ligt. 25,7% van de inwoners was 60 jaar of ouder, wat 1,1% lager is dan het Oost-Vlaamse gemiddelde van 26,8%. Lokeren heeft een relatief hoog geboortecijfer in vergelijking met de rest van Oost-Vlaanderen, hoewel dit cijfer jaarlijks afneemt. De vergrijzing van Lokeren verloopt trager dan het gemiddelde in Oost-Vlaanderen. In 2023 was de geslachtsverhouding van de Lokerse bevolking 49,6% mannen tegenover 50,4% vrouwen. Het totale aantal huishoudens bedroeg datzelfde jaar 17.848, wat neerkwam op 2,39 personen per huishouden. Eenpersoonshuishoudens vormden 30,8% van de totale bevolking.
In 2023 bezat 6,2% van de inwoners van Lokeren niet de Belgische nationaliteit, vergeleken met 7,2% in de provincie Oost-Vlaanderen. Binnen deze groep had 29,4% van het totaal aantal niet-Belgen, wat neerkomt op 775 personen, de Nederlandse nationaliteit. Het is echter belangrijk op te merken dat deze cijfers geen specifieke informatie geven over de afkomst van de inwoners. Volgens gegevens uit 2023 was 26,9% van de Lokerse bevolking van niet-Belgische herkomst, terwijl dit percentage voor de provincie Oost-Vlaanderen op 21,7% lag. Onder de bevolking van 17 jaar of jonger bedroeg dit percentage zelfs 42,5%. Van het totale aantal inwoners van niet-Belgische afkomst behoorde de grootste groep, namelijk 20,7%, tot een niet-Europese Unie-herkomst.

### Demografische evolutie
In het midden van de 16e eeuw begon de bevolking van de gemeente aanzienlijk te groeien. Echter, later in die eeuw werd deze groei vertraagd door invallen van garnizoenen uit Dendermonde en de Gentse Republiek. Deze vertragende invloed hield aan tot het begin van de 17e eeuw. In de laatste helft van de 17 eeuw vinden we de oudste demografische gegevens van Lokeren terug. Destijds telde het dorp tussen de 2.500 en 3.000 inwoners, waarmee het de grootste nederzetting was in het Land van Waas. In de daaropvolgende 18e eeuw kende Lokeren een snelle ontwikkeling, en tegen 1800 was de bevolking in slechts 200 jaar verviervoudigd. Het centrum van de gemeente telde toen zo'n 12.000 inwoners.
In 1847 opende het station van Lokeren, wat diende als toegangspoort voor de ontwikkeling van wijken aan de linkeroever van de Durme. Na de Tweede Wereldoorlog werden er nieuwe wijken en straten aangelegd en bebouwd in Lokeren. Afzonderlijke gehuchten breidden zich steeds verder uit naar het centrum, wat resulteerde in de samensmelting van gehuchten zoals Naastveld, Spoele en Bokslaar. Deze gehuchten vormen samen het stadsdeel Lokeren-Zuid. Andere gehuchten, waaronder Heirbrug en Staakte, werden geïntegreerd in de stadskern. Op 1 januari 1977 fuseerden Eksaarde, Daknam en Lokeren, deze nieuwe fusiegemeente had 33.369 inwoners (1981). Op 1 januari 2025 fuseerden Lokeren en Moerbeke. De nieuwe fusiegemeente telt ongeveer 50.000 inwoners.

### Demografische evolutie voor de fusie
- Bronnen:NIS, Opm:1831 t/m 1970=volkstellingen; 1976=inwoneraantal op 31 december

### Demografische ontwikkeling van de fusiegemeente
Alle historische gegevens hebben betrekking op de huidige gemeente, inclusief deelgemeenten, zoals ontstaan na de fusie van 1 januari 1977 tot 1 januari 2024
- Bronnen:NIS, Opm:1831 tot en met 1981=volkstellingen; 1990 en later= inwonertal op 1 januari

| Inwoners van jaar tot jaar op 1 januari 1992 tot heden | Inwoners van jaar tot jaar op 1 januari 1992 tot heden | Inwoners van jaar tot jaar op 1 januari 1992 tot heden |
| jaar                                                   | Aantal                                                 | Evolutie: 1992=index 100                               |
| ------------------------------------------------------ | ------------------------------------------------------ | ------------------------------------------------------ |
| 1992                                                   | 35.121                                                 | 100,0                                                  |
| 1993                                                   | 35.435                                                 | 100,9                                                  |
| 1994                                                   | 35.478                                                 | 101,0                                                  |
| 1995                                                   | 35.602                                                 | 101,4                                                  |
| 1996                                                   | 35.785                                                 | 101,9                                                  |
| 1997                                                   | 36.123                                                 | 102,9                                                  |
| 1998                                                   | 36.354                                                 | 103,5                                                  |
| 1999                                                   | 36.439                                                 | 103,8                                                  |
| 2000                                                   | 36.458                                                 | 103,8                                                  |
| 2001                                                   | 36.532                                                 | 104,0                                                  |
| 2002                                                   | 36.772                                                 | 104,7                                                  |
| 2003                                                   | 37.043                                                 | 105,5                                                  |
| 2004                                                   | 37.304                                                 | 106,2                                                  |
| 2005                                                   | 37.515                                                 | 106,8                                                  |
| 2006                                                   | 37.850                                                 | 107,8                                                  |
| 2007                                                   | 38.276                                                 | 109,0                                                  |
| 2008                                                   | 38.481                                                 | 109,6                                                  |
| 2009                                                   | 38.814                                                 | 110,5                                                  |
| 2010                                                   | 39.174                                                 | 111,5                                                  |
| 2011                                                   | 39.546                                                 | 112,6                                                  |
| 2012                                                   | 39.882                                                 | 113,6                                                  |
| 2013                                                   | 40.104                                                 | 114,2                                                  |
| 2014                                                   | 40.332                                                 | 114,8                                                  |
| 2015                                                   | 40.494                                                 | 115,3                                                  |
| 2016                                                   | 40.626                                                 | 115,7                                                  |
| 2017                                                   | 41.057                                                 | 116,9                                                  |
| 2018                                                   | 41.438                                                 | 118,0                                                  |
| 2019                                                   | 41.690                                                 | 118,7                                                  |
| 2020                                                   | 42.044                                                 | 119,7                                                  |
| 2021                                                   | 42.145                                                 | 120,0                                                  |
| 2022                                                   | 42.703                                                 | 121,6                                                  |
| 2023                                                   | 43.064                                                 | 122,6                                                  |
| 2024                                                   | 43.554                                                 | 124,0                                                  |

### Demografische ontwikkeling van de fusiegemeente ontstaan op 1 januari 2025
Deze evolutie is gemaakt op basis van de historische gegevens die betrekking hebben op de twee gemeenten, inclusief hun deelgemeenten, die samen de nieuwe fusiegemeente vormen vanaf 1 januari 2025.
Bronnen:NIS, Opm:1831 tot en met 1981=volkstellingen; 1990 en later= inwonertal op 1 januari
| Inwoners van jaar tot jaar op 1 januari 1992 tot heden | Inwoners van jaar tot jaar op 1 januari 1992 tot heden | Inwoners van jaar tot jaar op 1 januari 1992 tot heden |
| jaar                                                   | Aantal                                                 | Evolutie: 1992=index 100                               |
| ------------------------------------------------------ | ------------------------------------------------------ | ------------------------------------------------------ |
| 1992                                                   | 40.712                                                 | 100,0                                                  |
| 1993                                                   | 41.068                                                 | 100,9                                                  |
| 1994                                                   | 41.154                                                 | 101,1                                                  |
| 1995                                                   | 41.350                                                 | 101,6                                                  |
| 1996                                                   | 41.551                                                 | 102,1                                                  |
| 1997                                                   | 41.871                                                 | 102,8                                                  |
| 1998                                                   | 42.080                                                 | 103,4                                                  |
| 1999                                                   | 42.198                                                 | 103,7                                                  |
| 2000                                                   | 42.211                                                 | 103,7                                                  |
| 2001                                                   | 42.277                                                 | 103,8                                                  |
| 2002                                                   | 42.534                                                 | 104,5                                                  |
| 2003                                                   | 42.837                                                 | 105,2                                                  |
| 2004                                                   | 43.085                                                 | 105,8                                                  |
| 2005                                                   | 43.328                                                 | 106,4                                                  |
| 2006                                                   | 43.694                                                 | 107,3                                                  |
| 2007                                                   | 44.180                                                 | 108,5                                                  |
| 2008                                                   | 44.424                                                 | 109,1                                                  |
| 2009                                                   | 44.818                                                 | 110,1                                                  |
| 2010                                                   | 45.186                                                 | 111,0                                                  |
| 2011                                                   | 45.583                                                 | 112,0                                                  |
| 2012                                                   | 46.044                                                 | 113,1                                                  |
| 2013                                                   | 46.352                                                 | 113,9                                                  |
| 2014                                                   | 46.580                                                 | 114,4                                                  |
| 2015                                                   | 46.772                                                 | 114,9                                                  |
| 2016                                                   | 46.954                                                 | 115,3                                                  |
| 2017                                                   | 47.416                                                 | 116,5                                                  |
| 2018                                                   | 47.893                                                 | 117,6                                                  |
| 2019                                                   | 48.171                                                 | 118,3                                                  |
| 2020                                                   | 48.614                                                 | 119,4                                                  |
| 2021                                                   | 48.764                                                 | 119,8                                                  |
| 2022                                                   | 49.388                                                 | 121,3                                                  |
| 2023                                                   | 49.788                                                 | 122,3                                                  |
| 2024                                                   | 50.312                                                 | 123,6                                                  |
| 2025                                                   | 50.567                                                 | 124,2                                                  |

## Cultuur

### Museum

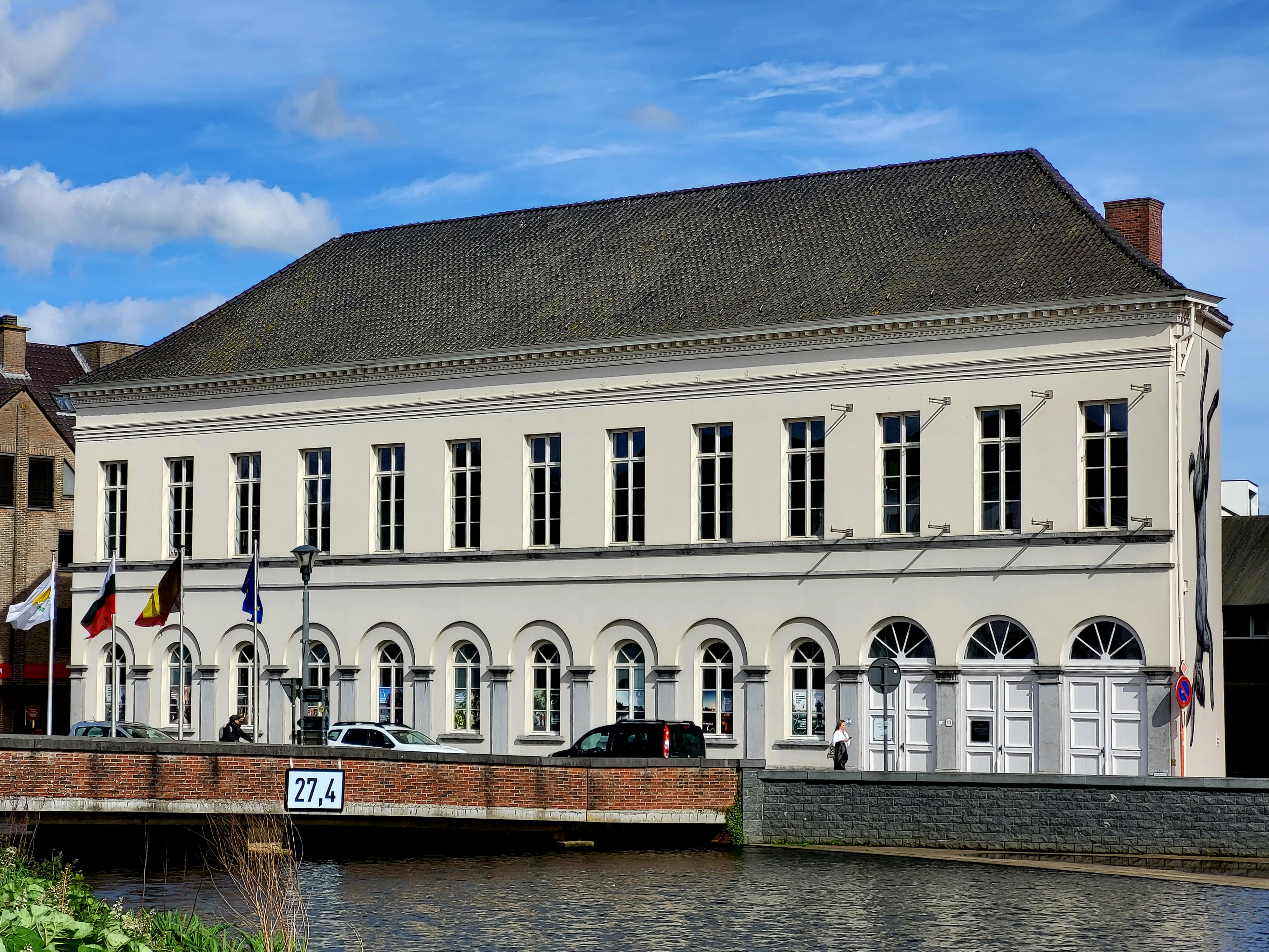
De Academie, met daarin het stadsmusuem

In het stadsmuseum wordt de geschiedenis van de stad verteld. De focus ligt op de 19e en 20e eeuw, waarbij er veel aandacht geschonken wordt aan de haarsnijderij-industrie waarvan de stad in de 20e eeuw het epicentrum was. Tevens is er het Nationaal Beenhouwersmuseum, schatkamer en oude bakkerswinkel te vinden. Op de eerste verdieping van het museumgebouw worden tijdelijke tentoonstellingen gehouden zoals in 2018 "Het kamp van Lokeren 1944-1947" en een retrospectieve tentoonstelling van fotograaf Filip Naudts.

### Bezienswaardigheden

#### Religieuze bouwwerken

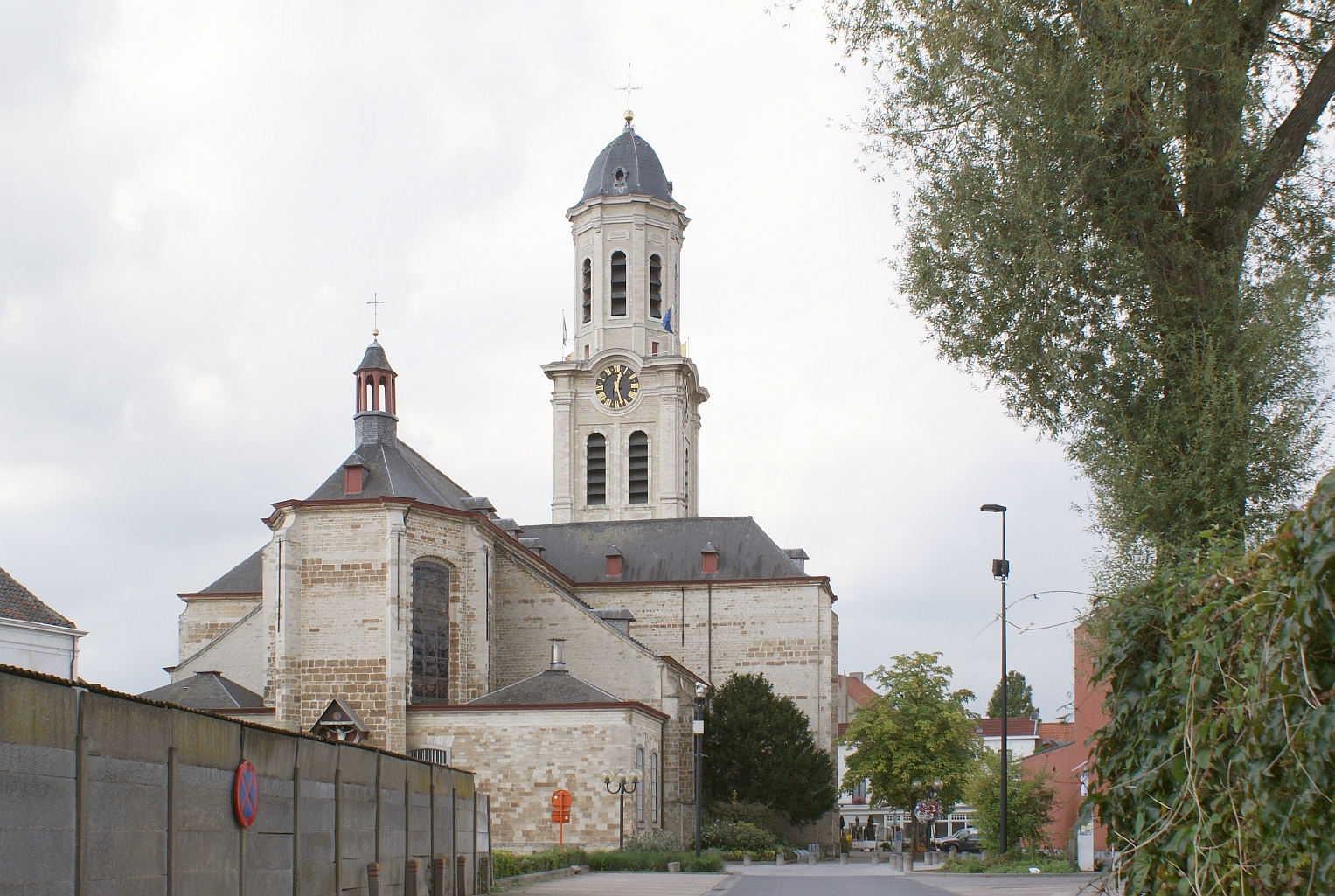
Sint-Laurentiuskerk
De Sint-Laurentiuskerk is de hoofdkerk van Lokeren, genoemd naar de stadsheilige, Sint-Laurentius. Het oudste document met betrekking tot de kerk dateert uit 1139. De oorspronkelijke kruiskerk met vieringtoren werd grotendeels verwoest door krijgsgeweld in 1584. Tussen 1585 en 1621 vond de wederopbouw plaats, waarbij een zuidelijke zijbeuk en twee zijkoren werden toegevoegd. Vanwege de beperkte ruimte werd in 1670 een noordelijke zijbeuk gebouwd, samen met een nieuwe noordelijke transeptarm. In 1688 werd het koor verlengd met één travee. Tijdens deze renovatie werden gotische venstertraceringen vervangen door halfronde, en het hele schip werd overwelfd. Op 17 juni 1719 werd de kerk getroffen door een ernstige brand, wat leidde tot aanzienlijke verbouwingen onder leiding van Jozef de Meyer en Pieter de Smet uit Gent. De vieringtoren werd vervangen door een voorgeveltoren, de benedenkerk werd met drie traveeën verlengd, en de middenbeuk en het transept werden verhoogd. Deze werken werden voltooid in 1725. In de 19e eeuw werden een sacristie en een bergplaats aan de kerk toegevoegd.
Onze-Lieve-Vrouwekerk

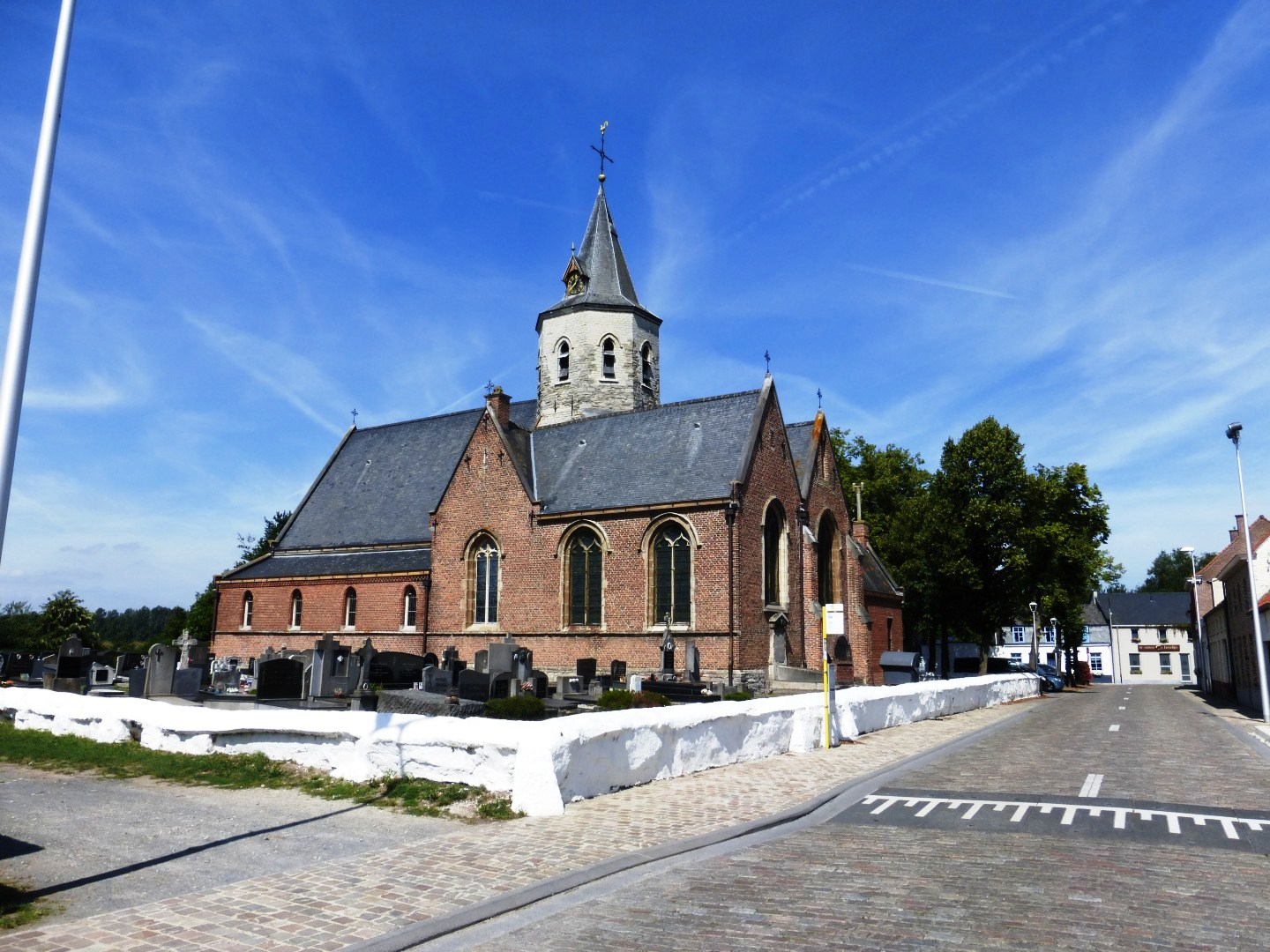
Onze-Lieve-Vrouwekerk in Daknam

In 1156 bevestigde paus Adrianus IV het patronaat van de Sint-Baafsabdij over de kerk, die op dat moment bestond als een eenbeukige kruiskerk met een achtkantige vieringtoren. In de 15de eeuw werden nieuwe delen aan de zuidzijde toegevoegd, waaronder een smalle zijbeuk, een nieuwe transeptarm en een zijkoor. Het hoofdkoor werd verlengd, en de toren werd verhoogd en voorzien van ruimere gotische galmgaten. De peerspits uit de 16de eeuw werd in 1614-15 door de bliksem getroffen.
Een ingrijpende restauratie vond plaats in 1891 onder leiding van architect Hendrik Geirnaert. Tijdens deze restauratie werden een extra sacristie en een voorportaaltje gebouwd, en de zijbeuk werd heropgericht vanaf de vensterdorpels. In de jaren 1960 werd het metselwerk en de bedakingen opnieuw gerestaureerd onder toezicht van architect Adrien Bressers uit Gent.

#### Overige religieuze bouwwerken
In de stadskern van Lokeren bevinden zich, naast de Sint-Laurentiuskerk, diverse andere katholieke gebedshuizen. De Sint-Antonius van Paduakerk aan de Luikstraat was ooit onderdeel van het Klooster der Paters Minderbroeders, opgericht door minderbroeders uit Italië. In de nabijheid van deze kerk staat de Sint-Laurentiuskapel. Het Slotklooster der Zusters Theresianen en het Klooster der Zwartzusters zijn voorbeelden van (voormalige) kloosters in Lokeren.
In de wijk Heirbrug bevindt zich de Sint-Annakapel, die dateert uit 1650 en een van de oudste christelijke gebedshuizen in Lokeren is. Driehonderd jaar later, in 1950, werd de Sint-Annakerk in het noorden van de wijk gebouwd. In het noordelijke deel van de stadskern staat de Kopkapel uit de 18e eeuw. Elk dorp in de fusiegemeente heeft ook zijn eigen parochiekerk: de Heilig Hartkerk in Heiende, de Sint-Pauluskerk in Oudenbos, en de Onze-Lieve-Vrouwekerk in Doorslaar. In Eksaarde dient de Onze-Lieve-Vrouw-Hemelvaartkerk als hoofdkerk van de deelgemeente. In het noorden van de deelgemeente staat de Kapel der Miraculeuze Kruisen, in de volksmond bekend als de Kruiskapel.

#### Burgerlijke bouwwerken

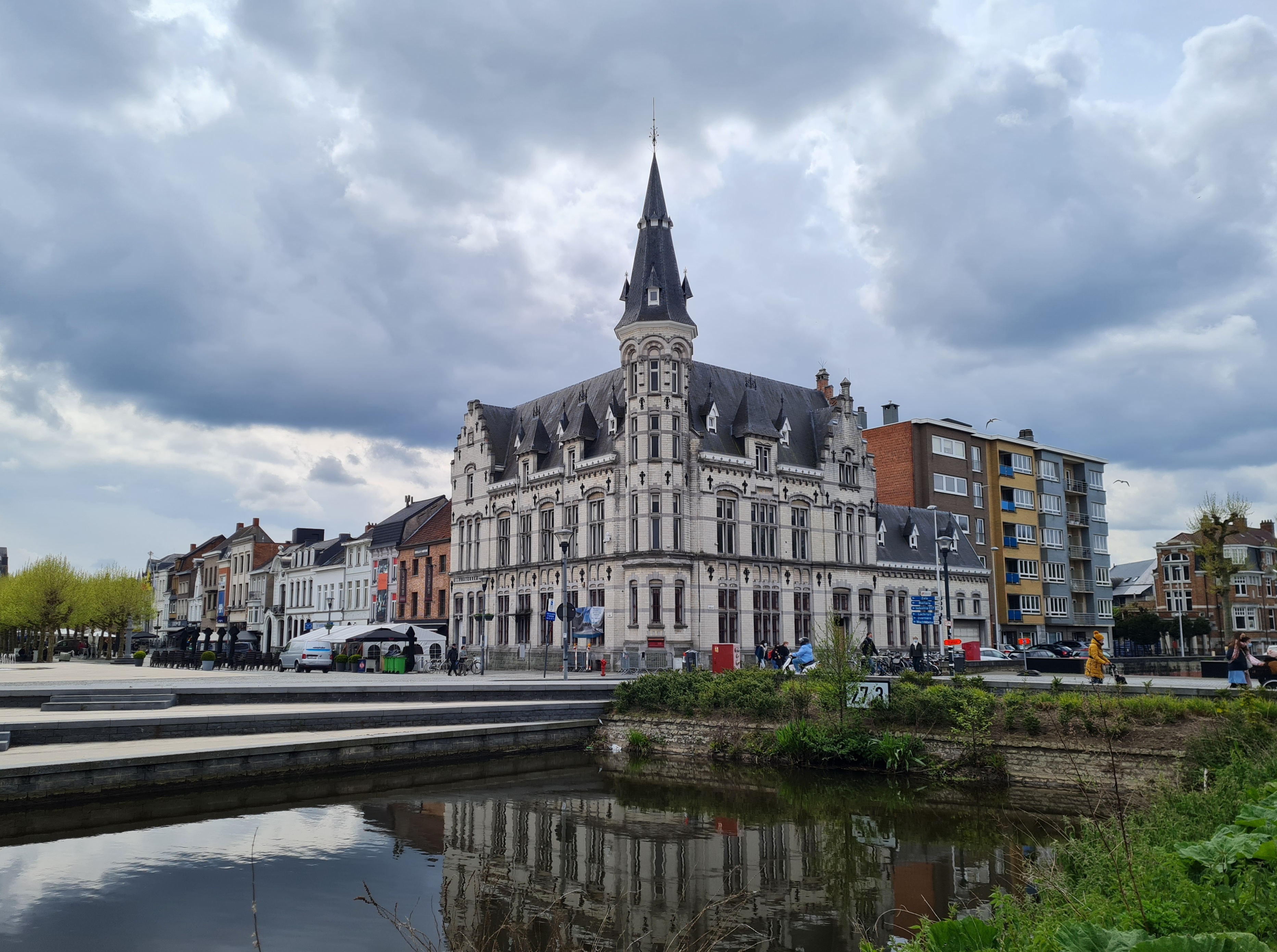
Oud Postgebouw
Naast de Sint-Laurentiuskerk is het Oud Postgebouw het tweede meest opvallende gebouw aan de Markt. Het hoekgebouw, opgetrokken in 1906 naar het ontwerp van architect Alfons Van Houcke, vertoont neotraditionele kenmerken en bestaat uit twee bouwlagen onder zadeldaken met leien. De constructie omvat een stevige arduinen sokkel en een parement van natuursteen. De eerste en laatste travee worden geaccentueerd door een trapgevelbekroning. De hoektravee is voorzien van een ronde toren met een ingesnoerde naaldspits. Het dak wordt verlevendigd door dakvensters en -kapellen. De kruisvensters hebben verdiepte borstweringen, en het geheel is gedecoreerd met sierankers en een kroonlijst op hardstenen consoles. Sinds 2022 ondergaat het Oud Postgebouw een uitgebreide renovatie. Deze renovatie omvat niet alleen het reinigen van de gevel en daken, maar omvat ook de toevoeging van een volledig nieuw gedeelte aan de achterzijde van het gebouw.
Stadhuis

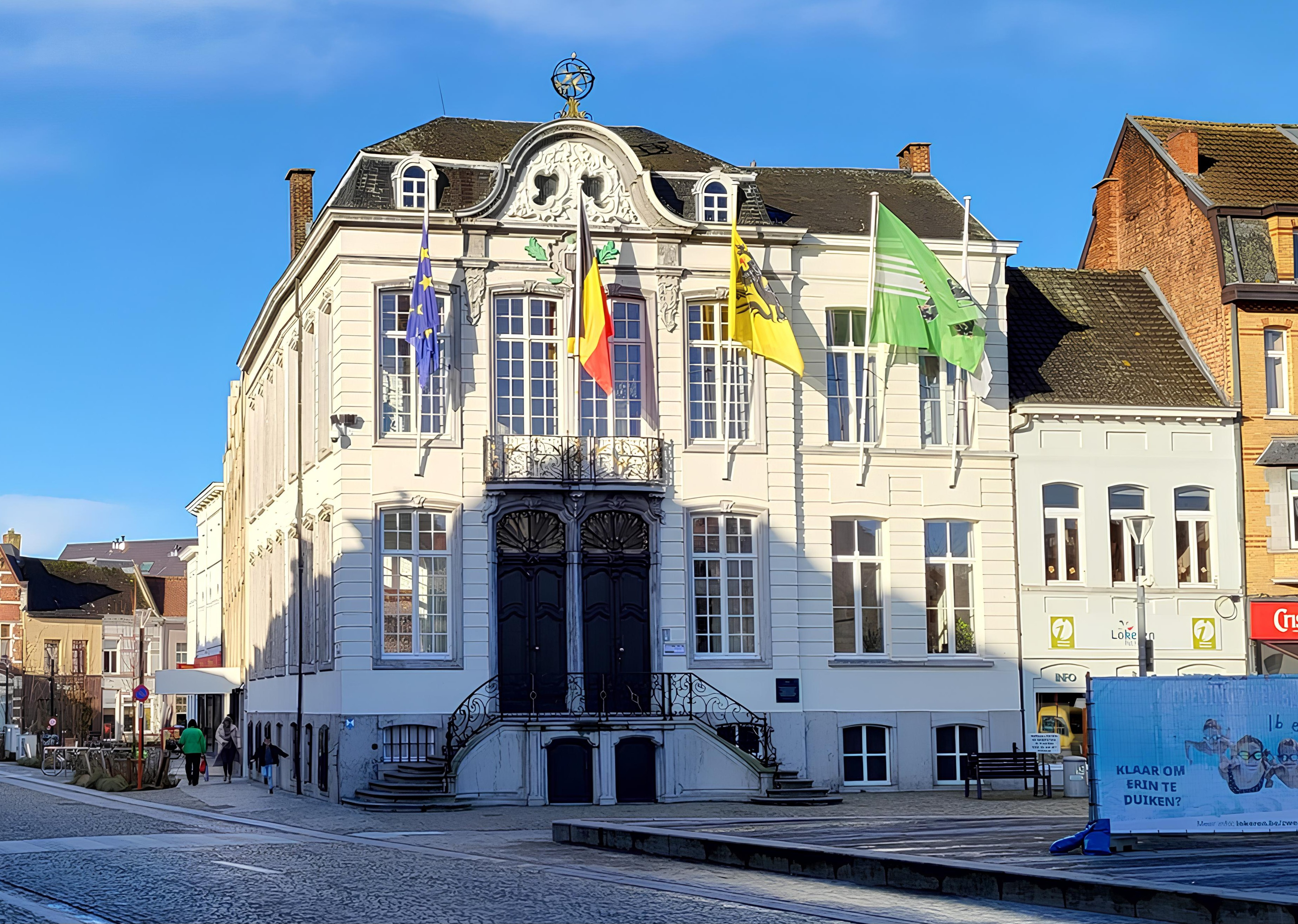
Stadhuis van Lokeren

Op de hoek van de Groentemarkt en de Markt staat het Stadhuis van Lokeren. Het gebouw, opgericht in 1761 naar het ontwerp van architect David 't Kindt uit Gent, heeft een oorspronkelijk bijna vierkant grondplan. Aan de voorzijde bevindt zich een dubbele middentravee met twee zijtraveeën (zonder de twee achteruitspringende rechtertraveeën, die werden toegevoegd in 1863), terwijl de zijgevel oorspronkelijk drie traveeën had (later verlengd tot zeven in 1863). De gevels zijn bepleisterd en beschilderd, met een sterk verhoogde begane grond op een arduinen sokkel voorzien van steekbogige keldervensters. Franse voegen op de penanten dragen bij aan het karakter, onder een mansardedak bedekt met leien.
De symmetrische voorgevel beschikt over een pseudo-middenrisaliet van twee traveeën, voorafgegaan door een brede uitlopende arduinen dubbele bordestrap met een smeedijzeren hekwerk ontworpen door J. Delmotte uit Brussel. De gekoppelde deuren zijn geplaatst in een rijkelijk geprofileerde spiegelbogige arduinen omlijsting met neuten, gestrekte tussendorpels, versierde sluitstenen en een waaiervormige versiering van gesmeed ijzer. Op de bovenverdieping prijkt een arduinen balkon op drie rocailleconsoles, afgezet met een smeedijzeren hek. Als bekroning fungeert een helmvormig fronton met een astrolabium van gesmeed ijzer, ondersteund door rocaillemotieven waarin het wapenschild van de stad Lokeren is verwerkt. Twee niervormige oculi zijn geplaatst tussen grillige rocailles. Alle vensters zijn steekbogig en hebben een geprofileerde arduinen beloop met versierde sluitstenen. De dakkapellen zijn toegevoegd na de uitbreiding van het gebouw.

#### Overige bezienswaardigheden

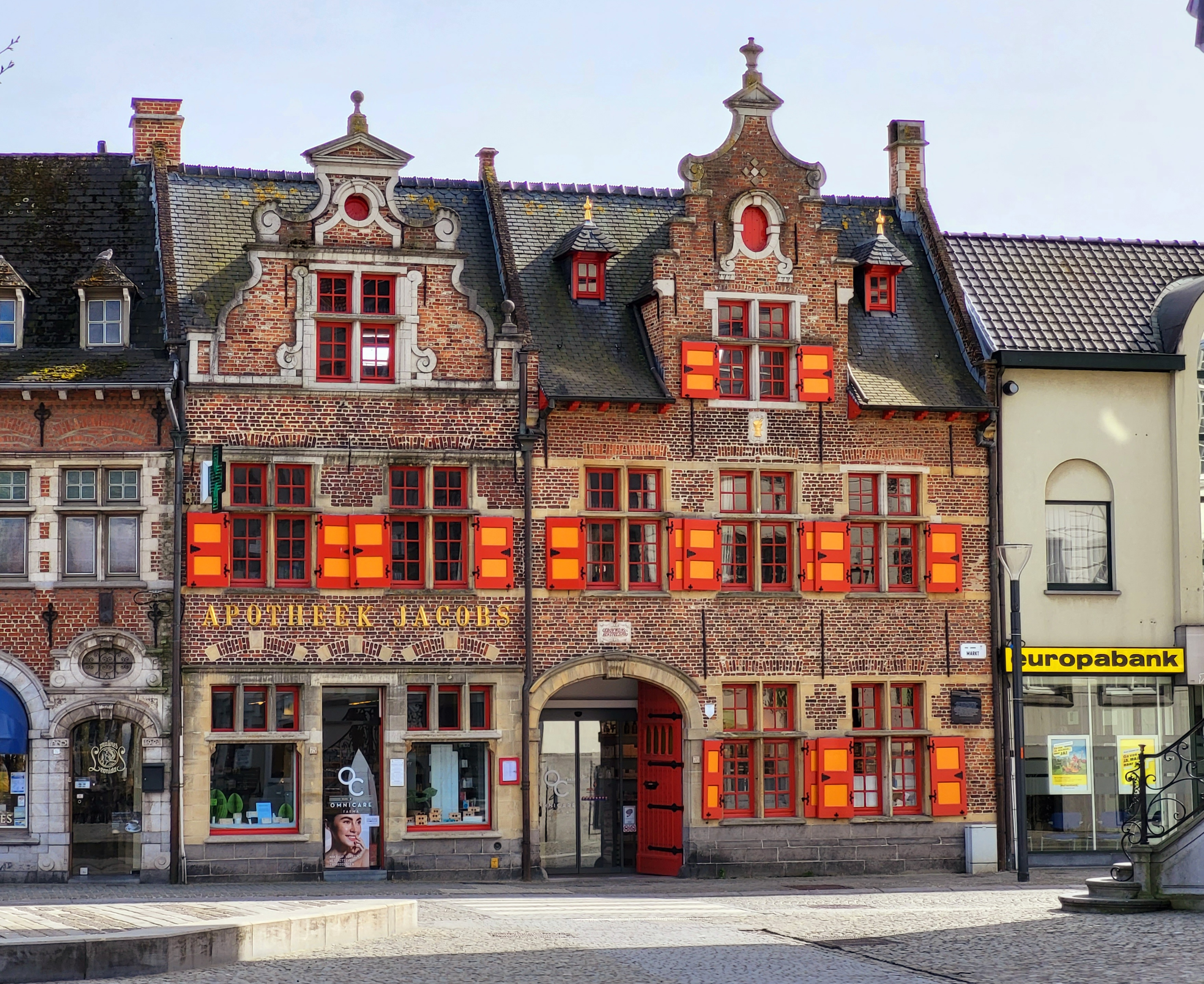
Apotheek Jacobs, gebouwd in 1605

Het centrale plein van Lokeren, bekend als de Markt, vormt het hart van de stad. Het marktplein wordt omgeven door verschillende pleinen die onderling verbonden zijn en met de Markt. Aan de oostzijde bevinden zich het Sint-Laurentiusplein en het Kerkplein, verbonden door de Torenstraat, terwijl aan de westzijde de Groentemarkt en Oude Vismijn liggen. In het midden van de Markt staat een rechthoekige bomenformatie die dateert uit 1897, samen met de historische schandpaal, die tijdens de renovatiewerken van 2012 op deze locatie werd geplaatst. Voorheen stond de schandpaal ten noorden van het plein aan de Durme. De hoeken van de Markt worden gekenmerkt door vier monumenten. Aan de zuidoostzijde wordt het plein geflankeerd door de voorgeveltoren van de Sint-Laurentiuskerk, aan de zuidwestzijde door het stadhuis van Lokeren, aan de noordwestzijde door het Oud Postgebouw en aan de noordoostzijde door de Academie. Vanwege de aanzienlijke oppervlakte van de Markt, de omliggende pleinen, de nabijheid van de Durme en het Prinses Josephine Charlottepark, heeft deze locatie een relatief open karakter. De oudste gebouwen aan de Markt dateren uit de 17e eeuw.
De Dekenij is een historisch gebouw gelegen aan het Kerkplein en werd opgericht in 1850. Het gebouw dient nog steeds als het centrum voor het Dekenaat Lokeren. Het Hospice des Ophelins, later bekend als de Muziekacademie, was een voormalig weeshuis gelegen aan het Kerkplein in Lokeren, opgetrokken in de neoclassicistische stijl. Het gebouw, ontworpen door Theodore Welvaert, werd gebouwd in de jaren 1853-54. Momenteel dient het pand als de locatie voor de openbare bibliotheek van Lokeren.
In het begin van de 20ste eeuw stonden er ongeveer 50 molens in Lokeren. De Heirbrugmolen, gelegen in de gelijknamige wijk, is de enige overgebleven molen van deze oorspronkelijke 50. Hoewel de korenmolen oorspronkelijk gebouwd in 1851-1852, verving de Heirbrugmolen een oudere houten staakmolen die hier al zeker sinds 1775 stond, zoals te zien is op de Ferrariskaart. In 1873 werd in de molen een stoommachine geïnstalleerd, wat resulteerde in de toevoeging van een hoge schoorsteen naast de molen, die later echter werd verwijderd. In de jaren veertig onderging de molen aanzienlijke veranderingen, waaronder het verwijderen van de kap en het gevlucht, evenals de bovenas en het kruiwerk. Desondanks bleef de molen tot circa 1955 in bedrijf dankzij elektrische aandrijving. In 2001-2002 onderging de Heirbrugmolen een restauratie die ervoor zorgde dat de molen weer maalvaardig werd. In 2023 werd de molen geïntegreerd in een parkomgeving rondom de molen.

### Theater en muziek
Het Cultuurcentrum Lokeren, geopend in 1982, behoort tot een van de oudste culturele centra in Vlaanderen. Het centrum is gevestigd aan het Kerkplein, nabij de bibliotheek. Het Cultuurcentrum heeft een diverse eigen programmering die een breed scala aan artistieke disciplines omvat, waaronder theater, dans, muziek, humor, circus, film en literatuur. Met meerdere voorstellingen en optredens per week streeft het centrum naar een evenwichtige mix van gevestigde waarden en opkomend talent. Naast de eigen programmering fungeert het Cultuurcentrum als vaste speelplek voor een groot aantal amateurkunstverenigingen uit Lokeren. Het centrum biedt ook een tentoonstellingsruimte gewijd aan beeldende kunsten en fotografie.
Van 1991 tot 2005 en van 2008 tot 2013 was de discotheek Cherry Moon in Lokeren gevestigd.

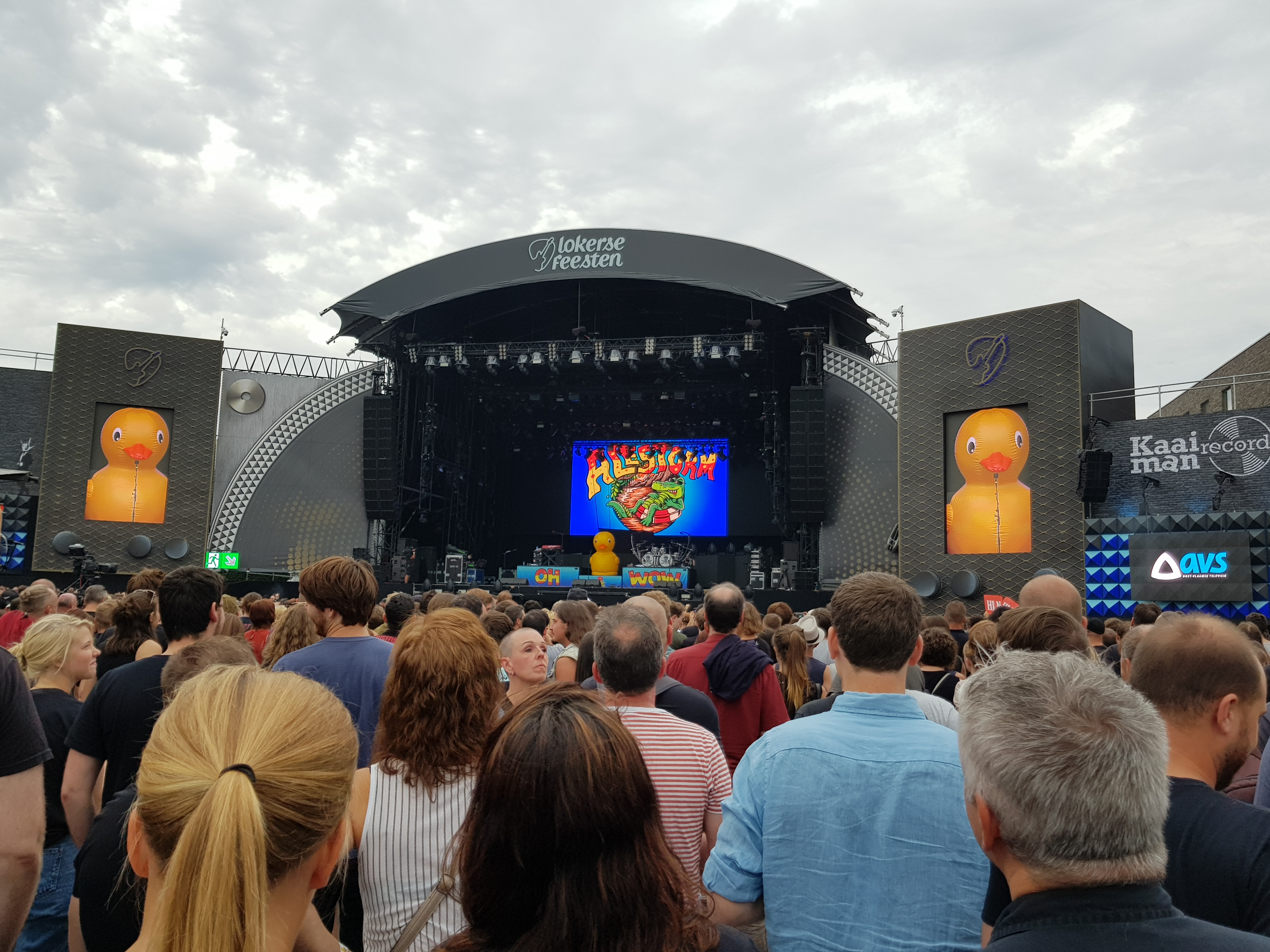
De Lokerse Feesten

De Lokerse Feestweek is een jaarlijks terugkerend evenement dat zich uitstrekt over een periode van tien dagen, gewoonlijk gehouden in de eerste helft van augustus. Het omvat een kermis op de Markt en is geassocieerd met zowel de Lokerse Feesten als de Fonnefeesten. De oorspronkelijke Lokerse Feesten werden voor het eerst georganiseerd in 1975 op de Oude Vismijn, waar het festival al snel internationaal gerenommeerde artiesten verwelkomde. In 1994 verplaatste het evenement naar de Grote Kaai, en in 2023 trok het gedurende tien dagen ongeveer 130.000 bezoekers. Na een bestuurlijke scheiding in hetzelfde jaar als de verhuizing naar de Grote Kaai ontstonden de Fonnefeesten als een gratis, kleinschaliger festival met een nadruk op volksvermaak. Het eerste jaar vond plaats in 1994 op de Oude Vismijn, voortkomend uit een meningsverschil binnen het bestuur van de Lokerse Feesten over de invoering van entreegeld. In 2015 vond de verplaatsing van de Fonnefeesten naar het Prinses Josephine Charlottepark plaats.

### Evenementen
Koveken is een jaarlijks folkloristisch feest dat plaatsvindt in de wijk Heirburg. Het evenement wordt sinds 1827 gehouden op de vierde zondag van september en kenmerkt zich door een stoet van meer dan 50 reuzen die door de wijk trekken. Gedurende deze periode worden verschillende volksspelen, ballonvaarten en een kermis georganiseerd. Bovendien is het traditie dat bewoners poppen genaamd Koven aan hun ramen ophangen. De oorsprong van het feest gaat terug tot 1804, toen Napoleon Bonaparte de wijk doorkruiste om linnengoed te kopen. Bonaparte was onder de indruk van het vakmanschap en schonk de toenmalige Meier, Petrus Benedictus Van Kerckhove, een snuifdoos. De familie Van Kerckhove, met name Jacobus Van Kerckhove, speelde een cruciale rol in het internationaal bekend maken van het linnengoed uit de wijk. Het Koveken-feest is dan ook een eerbetoon aan deze historische gebeurtenissen.
Het laatste weekend van augustus staat in de deelgemeente Eksaarde in het teken van de Gezôarse Feesten. Dit driedaagse evenement, dat voor het eerst werd georganiseerd in 1976, omvat een kermis en biedt bezoekers diverse festiviteiten. Naast de Gezôarse Feesten vinden er ook andere evenementen plaats in de fusiegemeente, zoals de Trappistenfeesten en het Parktheaterfestival.

### Parken en recreatiegebieden

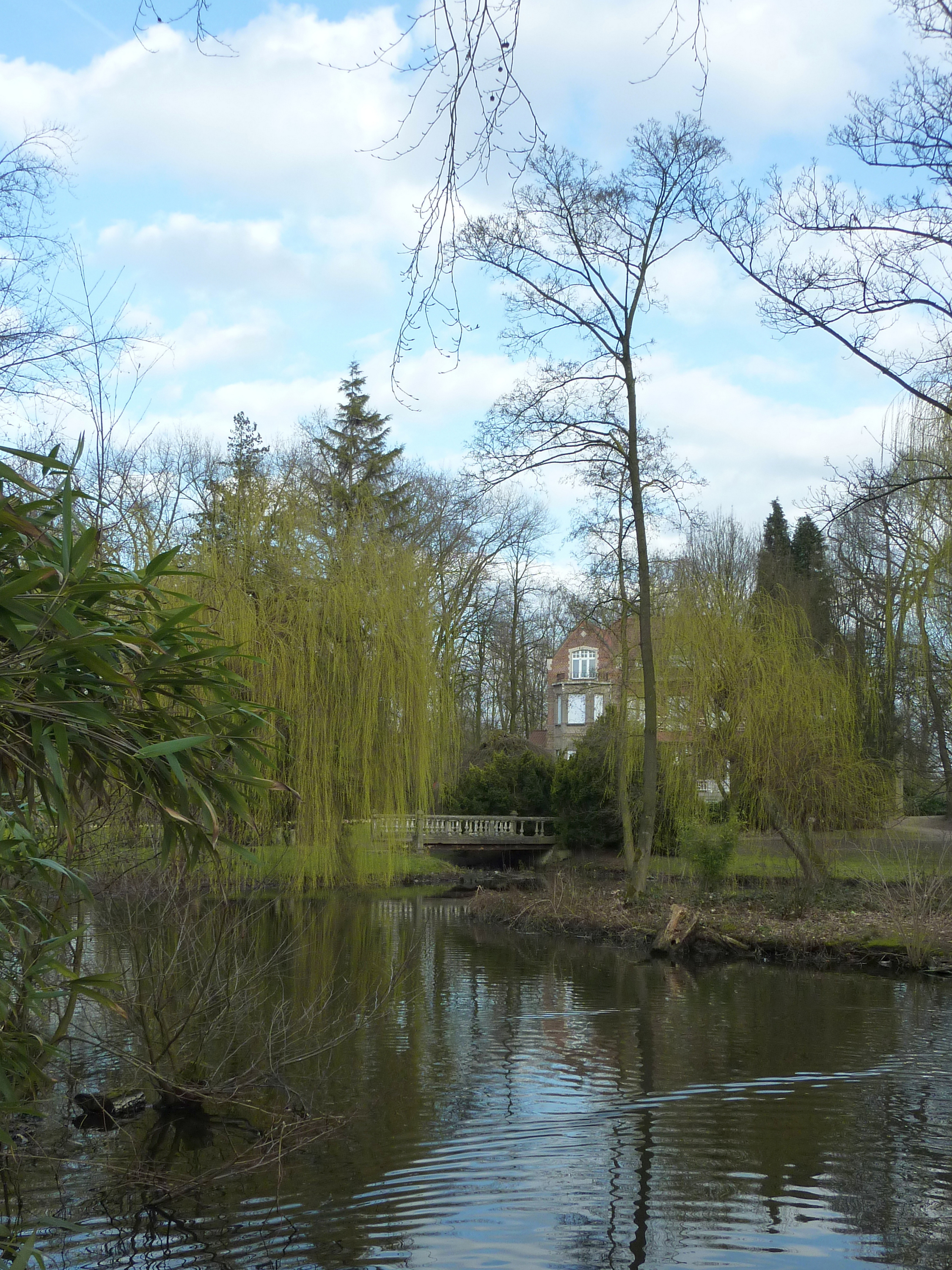
Het Kasteelpark Verloren Bos met in de achtergrond het kasteel uit 1899

De vroegere stadsslogan van Lokeren, "Fel Naturel", weerspiegelt de aanzienlijke aanwezigheid van natuur in de fusiegemeente. Binnen de stadskern zijn er negen stadsparken, waarvan het grootste het Stedelijk Bospark is. Dit park biedt diverse voorzieningen, waaronder een tennisveld, twee voetbalvelden, een skatepark, een calisthenics park, een Finse looppiste, een speeltuin, een bosrijke tearoom, en een wijklokaal met omkleedgelegenheid bij de voetbalvelden. Bovendien beschikt het park over een visvijver. Het op een na grootste stadspark, het Kasteelpark Verloren Bos, bevindt zich in feite naast het Bospark, en wordt slechts gescheiden door de Snepstraat. Het Verloren Bos omvat een schuttersterrein, een kasteel uit 1899 en een koetshuis. Het kasteel en het koetshuis worden verhuurd als jeugdverblijf door het Centrum voor Jeugdtoerisme Vzw.
Het Prinses Josephine Charlottepark is een stadspark gelegen in het centrum van Lokeren, langs de oevers van de Durme. Bij de ingang aan de Stationsstraat bevindt zich een fontein met een beeldengroep ontworpen door Jos De Decker. Langs de Durmeoever is er een botenverhuur beschikbaar, waarmee kajak- en boottochten naar Sinaai, Eksaarde, Moerbeke en het Provinciaal Domein Puyenbroeck mogelijk zijn. Recentelijk geopende parken in Lokeren zijn het Hoedhaarpark, dat is aangelegd op de voormalige locatie van de gelijknamige haarsnijderij, en het Heirbrugmolenpark rond de Heirbrugmolen. Toekomstige parken, zoals het Heirbrugpark en het Spoelepark, staan op de planning.

### Beschermde natuurgebieden

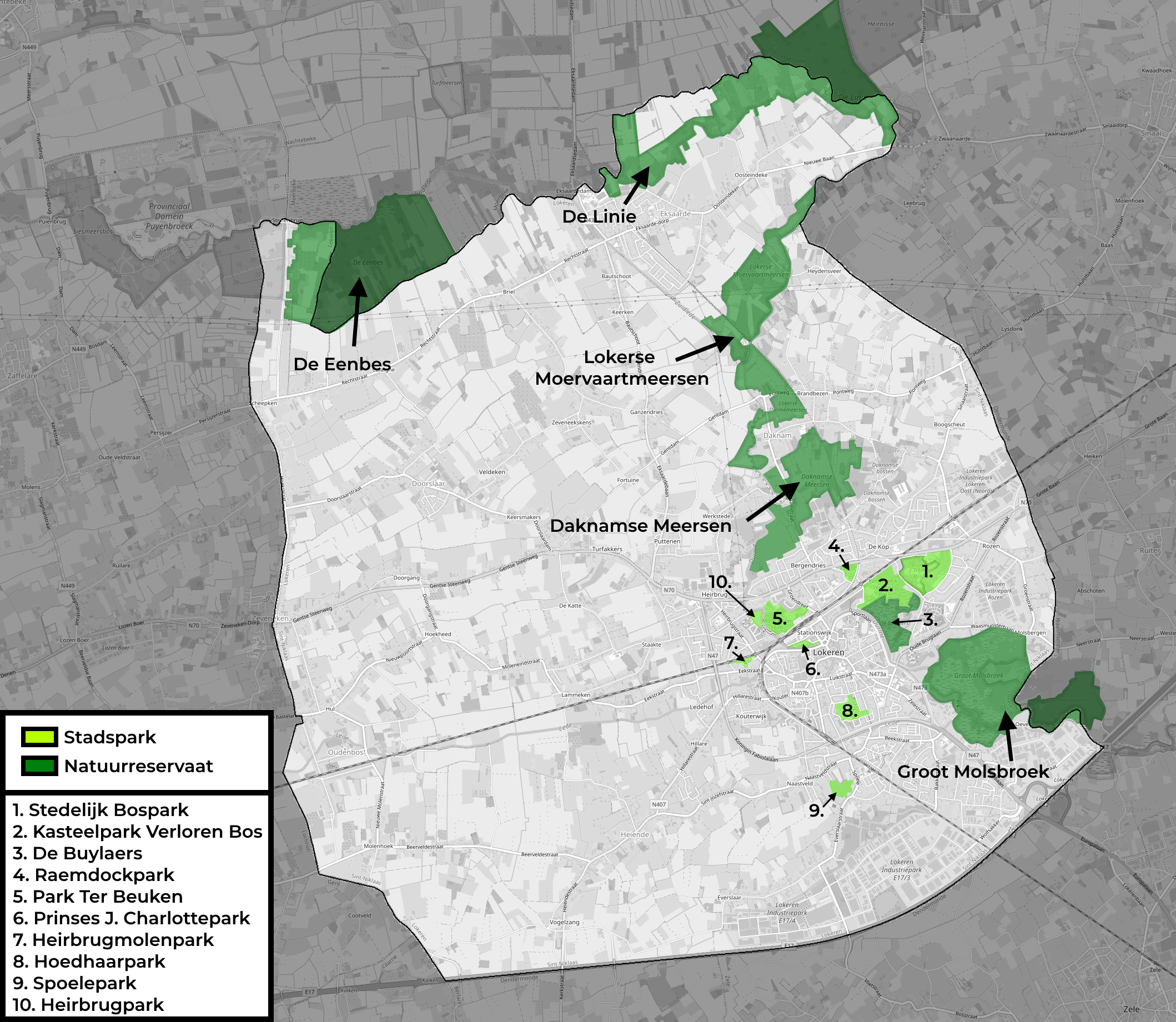
Overzicht van stadsparken en natuurreservaten in Lokeren

Het Groot Molsbroek is een Europees beschermd natuurreservaat gelegen ten oosten van de stadskern van Lokeren. Met een oppervlakte van 1,22 km² wordt het reservaat omringd door een 4,5 km lange verharde wandeldijk. Het beheer van het Groot Molsbroek ligt in handen van de natuurvereniging vzw Durme, die tevens verantwoordelijk is voor het beheer van vier andere natuurgebieden in de fusiegemeente. De Buylaers, gelegen binnen de bebouwde kern van Lokeren, is een verzameling van moerassige rietvelden. Langs de Durme en de Moervaart, tussen Daknam en Eksaarde, liggen de Lokerse Moervaartmeersen. In het noordwesten van de fusiegemeente bevindt zich de Eenbes, gelegen op de overgang van de Moervaartvallei en de kern van Zandig Vlaanderen.
Tussen het dorpscentrum van Daknam en de stadskern van Lokeren strekken zich de Daknamse Meersen uit, een gebied dat doorkruist wordt door de spoorwegbedding van de voormalige spoorlijn Lokeren-Moerbeke. In het noorden van de fusiegemeente bevindt zich De Linie.

### Dialect
Lokeren heeft een eigen dialect, het Lokers. Het is een grensdialect tussen de westelijke Oost-Vlaamse en de (verbrabantste) Wase dialecten. Kenmerken van het Lokerse dialect op het gebied van fonetiek zijn korte eenklinkers, langgerekte eenklinkers en tweeklanken evolueren in de richting van de doffe sjwa. In de eindcombinaties –len, -men en –nen is de doffe sjwa weggevallen. Ook de stembandklinkers (-h) worden niet uitgesproken. Op het gebied van de woordenschat bracht de verdwenen specifieke Lokerse haarsnijdernijverheid een aantal unieke Lokerse dialectwoorden voort.

### Streekproducten[55]
Lokerse Paardenworsten zijn een erkend streekproduct afkomstig uit de stad Lokeren. Oorspronkelijk werd paardenvlees gebruikt van paarden die werkten in koolmijnen of op akkervelden, wat resulteerde in een relatief goedkoop vlees. Dit vlees werd verwerkt tot worsten en genoot vooral populariteit onder de minder welgestelde bevolking. In de loop der jaren evolueerde het product tot een kenmerkend streekproduct en werd het in 2019 verkozen tot streekproduct van het jaar.
Andere streekproducten zijn: De Vreese peperkoek, Geitenboerderijk 't Eikenhof en de Lokerse Vlaai.

### Levensbeschouwing

#### Christendom

##### Rooms-Katholieke Kerk
Lokeren is de hoofdstad van het katholieke dekenaat met dezelfde naam in het Bisdom Gent. Het dekenaat Lokeren omvat twee parochies: Heilige Bavo parochie en de Heilige Laurentius parochie. Lokeren is samen met Moerbeke onderdeel van de Heilige Laurentius Parochie. De hoofdkerk is gewijd aan de patroonheilige van de stad, Laurentius van Rome. Het Congregatie van de Zusters der H. Engelen is een actief klooster in Lokeren.
Een bekende katholieke geestelijke die in Lokeren geboren was, is Jan Baptist de Smet, voormalige bisschop van het Bisdom Ieper (1721-1730) en Gent (1732-1741).

##### Protestantisme
Uit het stadsarchief blijkt dat Lokeren van 1578 tot 1583 protestants was. Nu heeft de stad één erkende protestantse kerk op haar grondgebied: de Evangelische Kerk 'De Brug' Lokeren. Deze behoort tot de Vrije Evangelische Gemeenten.

#### Islam
Sinds de vorige eeuw groeit de moslimbevolking in de stad. In 2015 werd berekend dat 11,2% van de bevolking moslim is, wat hoger is dan het Belgisch gemiddelde van 7%. Er staan momenteel twee moskeeën in Lokeren: de Imam Malik Moskee die ten dienste staat voor de Marokkaanse gemeenschap, en de Diyanet Sakarya Moskee voor de Turkse gemeenschap.

## Economie
Per 1 januari 2021 telde de gemeente Lokeren 4.022 belastingplichtige ondernemingen. Deze ondernemingen zijn voornamelijk actief in de dienstensector, waaronder detailhandel, horeca, zakelijke dienstverlening en publieke instellingen zoals scholen en overheidsorganisaties. Deze sectoren bieden werkgelegenheid aan een significant deel van de ongeveer 19.500 banen in Lokeren.

### Geschiedenis
Tussen de jaren 1750 en 1850 was Lokeren een centrum voor de productie van dure vilten hoeden, met verschillende ateliers actief in de stad. Na het verdwijnen van de hoedenmakers-industrie rond 1850 gingen de haarsnijders en vellenbewerkers zelfstandig werken. In de 20e eeuw werd Lokeren wereldwijd bekend als het centrum van de haarsnijderij, een industrie waarin konijnen- en hazenhaar werd verwerkt voor de hoedenindustrie. Belangrijke Lokerse haarsnijderijen waren Hoedhaar, Epouse Jacobs en Passavant. De drie inoxhazen geplaatst aan de oever van de Durme in 2012 na de grondige heraanleg van de Markt, zijn een verwijzing naar deze vroegere nijverheid.

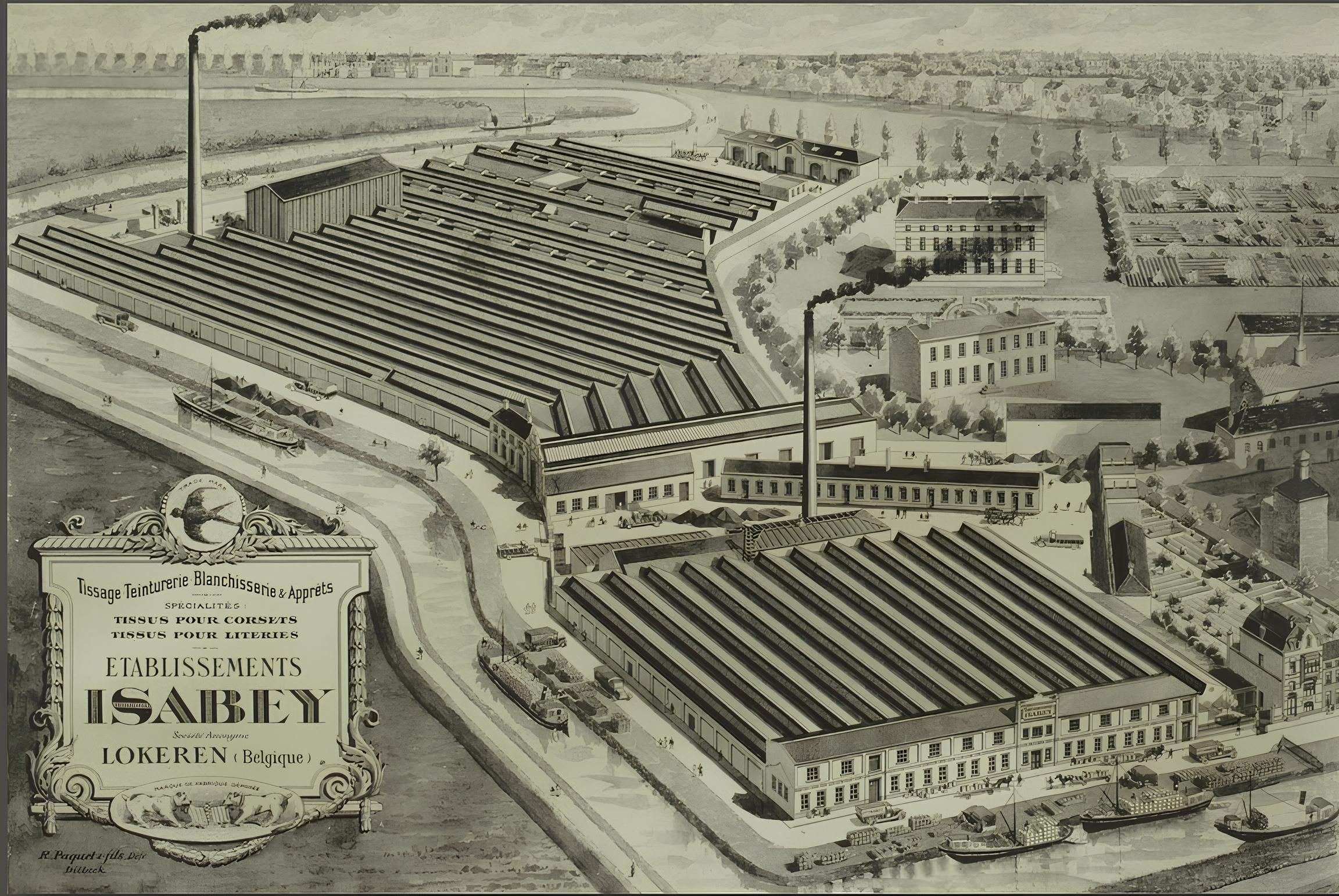
Textielfabriek Isabey-Bergez

In de 19e eeuw verschenen tientallen textielfabrieken in het centrum van Lokeren. Aanvankelijk waren dit katoendrukateliers en weverijen, en vanaf 1900 vooral spinnerijen. De driehoek Daknam-Stekene-Sinaai was tot circa 1930, naast de Leiestreek, een belangrijke vlasregio. Dankzij de vele wilgen in de natte meersen ontwikkelde Eksaarde zich tot een centrum voor mandenmakerij. Deze nijverheid, voornamelijk beoefend door familiebedrijven, verdween vrijwel geheel na de Tweede Wereldoorlog.
Vanaf 1970 begon de oude Lokerse industrie echter sterk achteruit te gaan, met de sluiting van zowel textiel- als haarsnijderijfabrieken.

### Bedrijvigheid

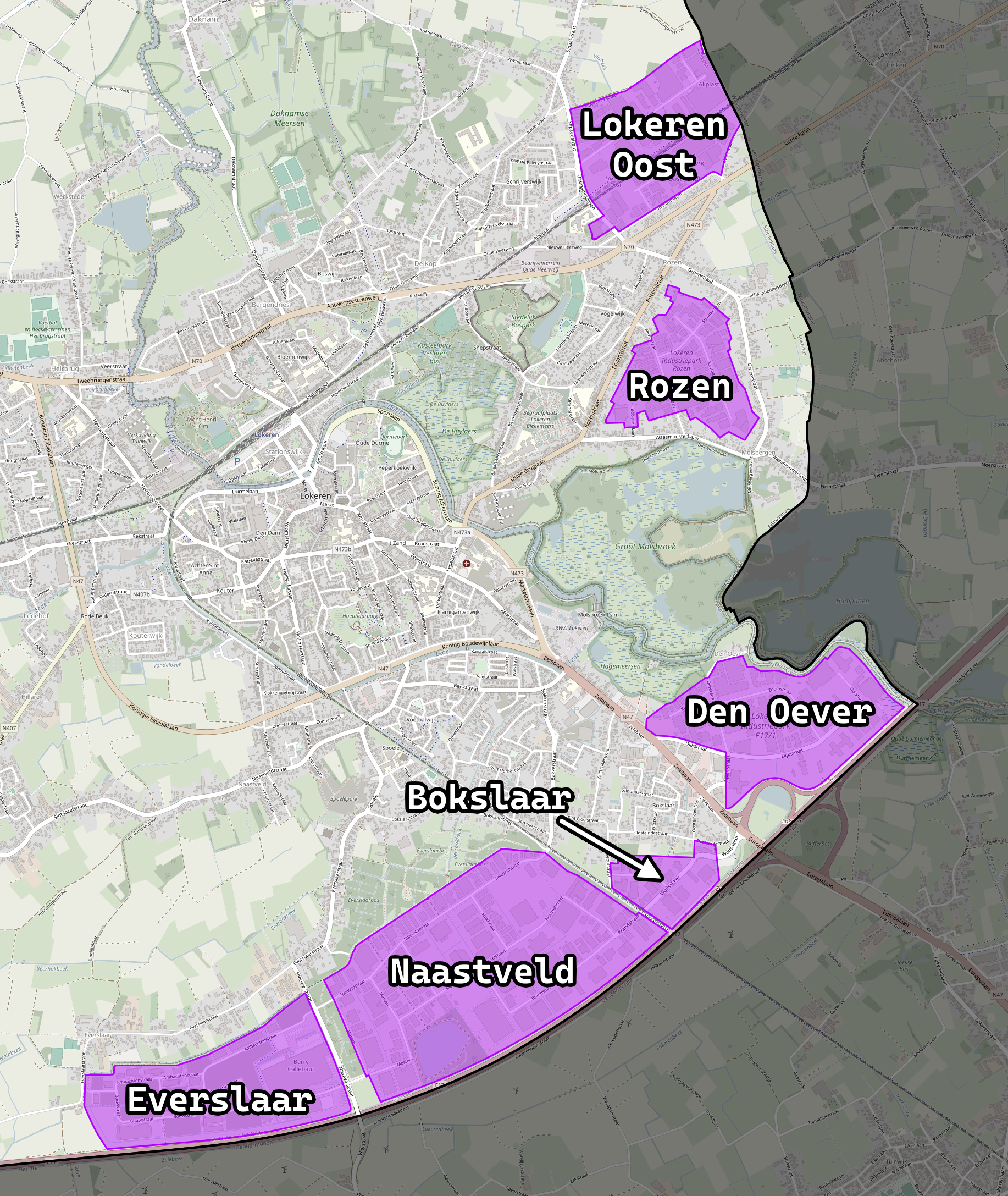
Overzicht van bedrijventerreinen in Lokeren

Vanaf de jaren 1970 werd begonnen met de uitbouw van industriegebieden voor voornamelijk kleine en middelgrote ondernemingen. Tegenwoordig telt Lokeren zes bedrijventerreinen die werk verschaffen aan meer dan 6000 mensen;
- Het oudste bedrijventerrein is Den Oever nabij het gelijknamige gehucht, ook bekend als Industriepark E17/1. Dit terrein werd ontwikkeld in de jaren 1970 en bevindt zich ten zuiden van het stadscentrum. Het bevindt zich nabij de afrit A14-N47 en wordt begrensd door de Zelebaan in het westen, de E17 in het zuiden en de Durme in het noorden. Den Oever beslaat een oppervlakte van 59 hectare. Het was de trendsetter voor het uitbouwen van industrieterreinen nabij de E17 in Lokeren.
- Het bedrijventerrein Rozen werd ontwikkeld aan het einde van de jaren 1970 en het begin van de jaren 1980. Dit terrein is gelegen aan de Rozenstraat en grenst in het zuiden aan het natuurreservaat Molsbroek. Rozen beslaat een oppervlakte van 32 hectare.
- Het bedrijventerrein Lokeren-Oost werd gelijktijdig met het bedrijventerrein Rozen ontwikkeld. Van de zes bedrijventerreinen in Lokeren is Lokeren-Oost het meest noordelijk gelegen. De naam is afkomstig van het vroegere goederenstation dat hier gevestigd was, langs spoorlijn 59 die het terrein doorkruist. Lokeren-Oost beslaat een oppervlakte van 50 hectare.
- Het bedrijventerrein Bokslaar, ook bekend als Industriepark E17/2, zet de trend voort van het ontwikkelen van bedrijventerreinen langs de E17 in Lokeren. Bokslaar werd vanaf de jaren 1990 ontwikkeld en wordt begrensd door de Zelebaan in het oosten, de E17 in het zuiden en spoorlijn 57 in het westen. Met een oppervlakte van 16 hectare is het het kleinste van de zes bedrijventerreinen in Lokeren.
- Het bedrijventerrein Naastveld, ook bekend als Industriepark E17/3, is met een oppervlakte van 122 hectare het grootste bedrijventerrein in Lokeren. Het werd ontwikkeld vanaf het einde van de jaren 1990 tot in de jaren 2000. Het terrein wordt begrensd door spoorlijn 57 in het oosten en de E17 in het zuiden. Ten noorden van het bedrijventerrein ligt een bufferbos van 26 hectare, dat is aangelegd na protest van buurtbewoners over de omvang van het bedrijventerrein. Oorspronkelijk was gepland dat Naastveld 148 hectare groot zou zijn.
- Het nieuwste bedrijventerrein is Everslaar, ook bekend als Industriepark E17/4, gelegen nabij het gelijknamige gehucht. Dit bedrijventerrein wordt sinds de jaren 2020 ontwikkeld en wordt begrensd door de E17 in het zuiden. Everslaar beslaat een oppervlakte van 58 hectare. Het meest kenmerkende gebouw op dit terrein is het Chocolade Magazijn van Barry Callebaut, dat met een oppervlakte van 12 hectare wordt beschouwd als het grootste ter wereld.[66]

### Winkels en markten
Het merendeel van de winkels in de binnenstad van Lokeren is gevestigd langs de as Stationsstraat-Markt-Kerkstraat. Buiten de binnenstad zijn vooral grote kledingwinkels en supermarkten te vinden langs de Zelebaan en de Gentse en Antwerpse Steenweg. Elk jaar organiseert het stadsbestuur van Lokeren "LOKODA," wat staat voor Lokerse Koopjesdag, om de lokale handelszaken te ondersteunen. Tijdens dit evenement worden de Markt en de Kerkstraat autovrij gemaakt om plaats te bieden aan kraampjes van lokale handelaren.
Lokeren heeft twee wekelijkse markten. De eerste is de woensdagsmarkt, die plaatsvindt van 7u30 tot 12u30 op en rond de Markt. Deze markt is een van de grootste en drukste markten van het Waasland. De tweede wekelijkse markt is de antiek- en brocantemarkt, die gehouden wordt van 7u00 tot 12u00 op het Stationsplein.

### Toerisme
Lokeren heeft een toeristisch infopunt naast het stadhuis. Lokeren profiteert vooral van plattelandstoerisme, door het aantal beschermde natuurgebieden in de gemeente.

## Verkeer en vervoer

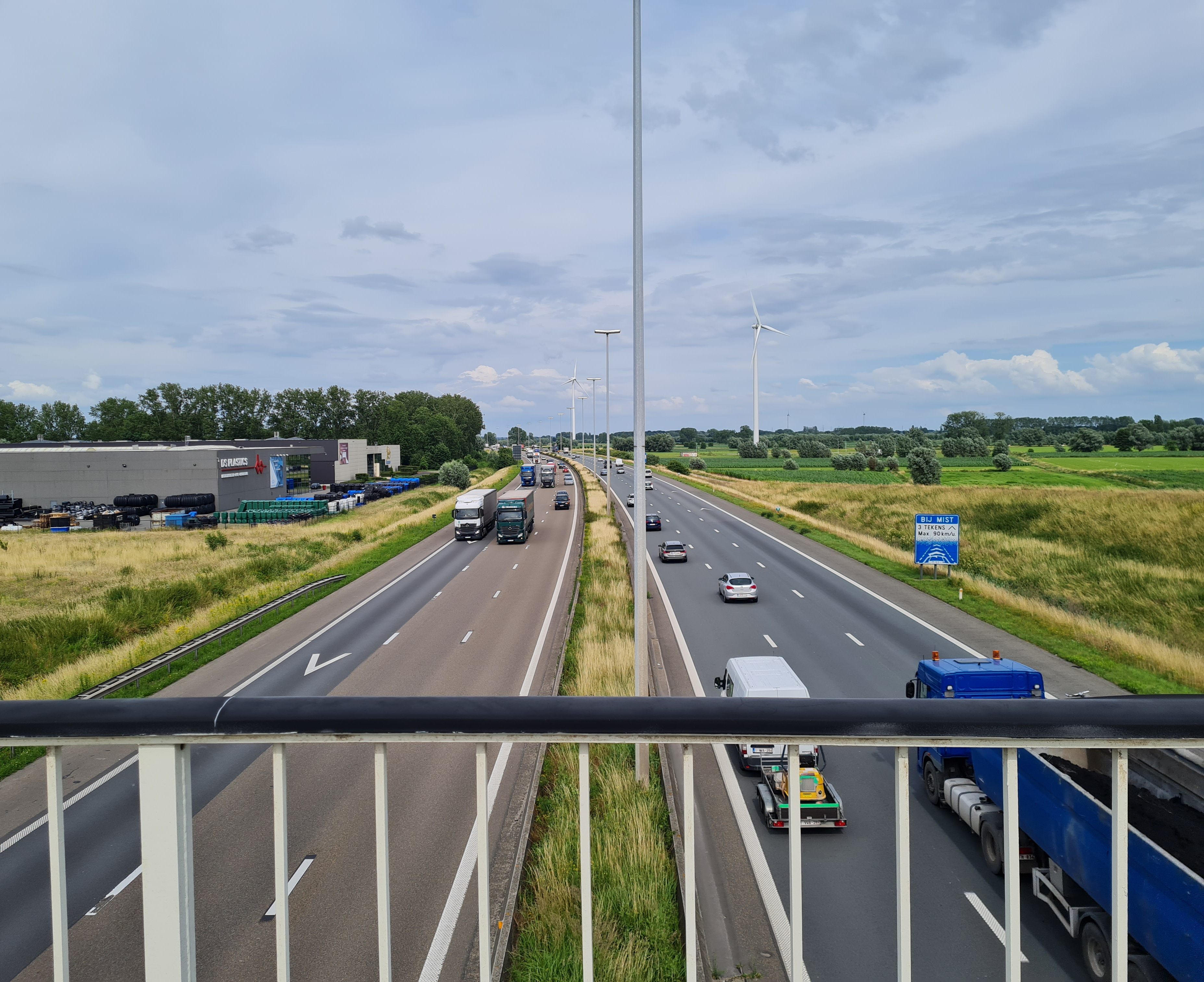
De E17 nabij Lokeren.

### Wegen
In 1973 werd de E17, destijds bekend als de E3, geopend ten zuiden van de stadskern. Deze autosnelweg verbindt de stad met Antwerpen, Gent en Rijsel. Rond de stadskern fungeren de N70, N47 en N473 als een officieuze ringweg.
Opgesomd zijn dit de gewestwegen doorheen Lokeren:
- : richting Gent en richting Sint-Niklaas / Antwerpen
- : richting Dendermonde / Brussel; sluit aan met ; aansluiting met
- N407: richting Aalst / Oudenaarde en Wetteren; sluit aan met N442 en
- N433: richting Moerbeke-Waas; verlenging van
- N473: een van de verbindingen tussen het stadscentrum en
- N473a: verlengde van N473 en deels N407

### Openbaar vervoer

#### Trein

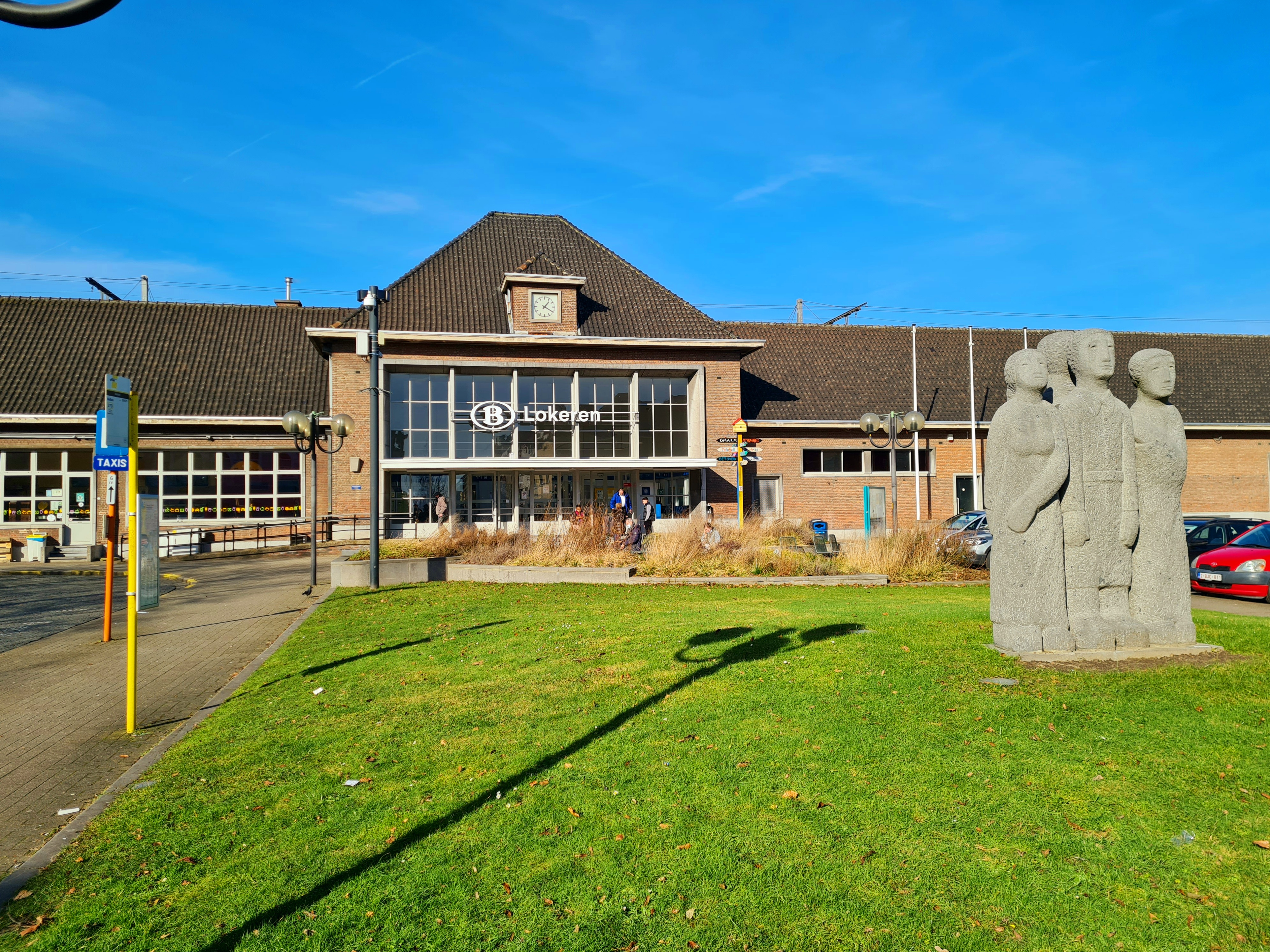
Station van Lokeren

Lokeren heeft twee treinstations op haar grondgebied. De belangrijkste van deze twee is het station Lokeren, gelegen in het centrum van de stad. Het station ligt aan de spoorlijn 59 (Antwerpen-Gent) en de spoorlijn 57 (Aalst-Lokeren). Vanuit het station zijn er rechtstreekse verbindingen mogelijk naar Antwerpen-Centraal, Brugge, Dendermonde, De Panne, Gent-Sint-Pieters, Kortrijk, Lille-Flandres, en Oostende. Vroeger had Lokeren ook een verbinding met Moerbeke-Waas via de spoorlijn 77A.
Dit zijn alle huidige en voormalige (cursief) treinstations op het grondgebied Lokeren:
- Station Bokselaar
- Station Daknam
- Station Dender & Waas (goederen- en spoorwegstation)
- Station Eksaarde
- Station Lokeren
- Station Lokeren-Oost (goederenstation)
- Station Staakte
- Station Zeveneken

##### Station Bokselaar
Het station Bokselaar ligt in het zuiden van het stadscentrum, in de wijken Bokselaar of Lokeren-Zuid. In 2019 is door een actiegroep een voorstel gedaan de halte weer te reactiveren. De lokale politiek reageerde positief en de NMBS besloot het voorstel nader te onderzoeken.

#### Bus

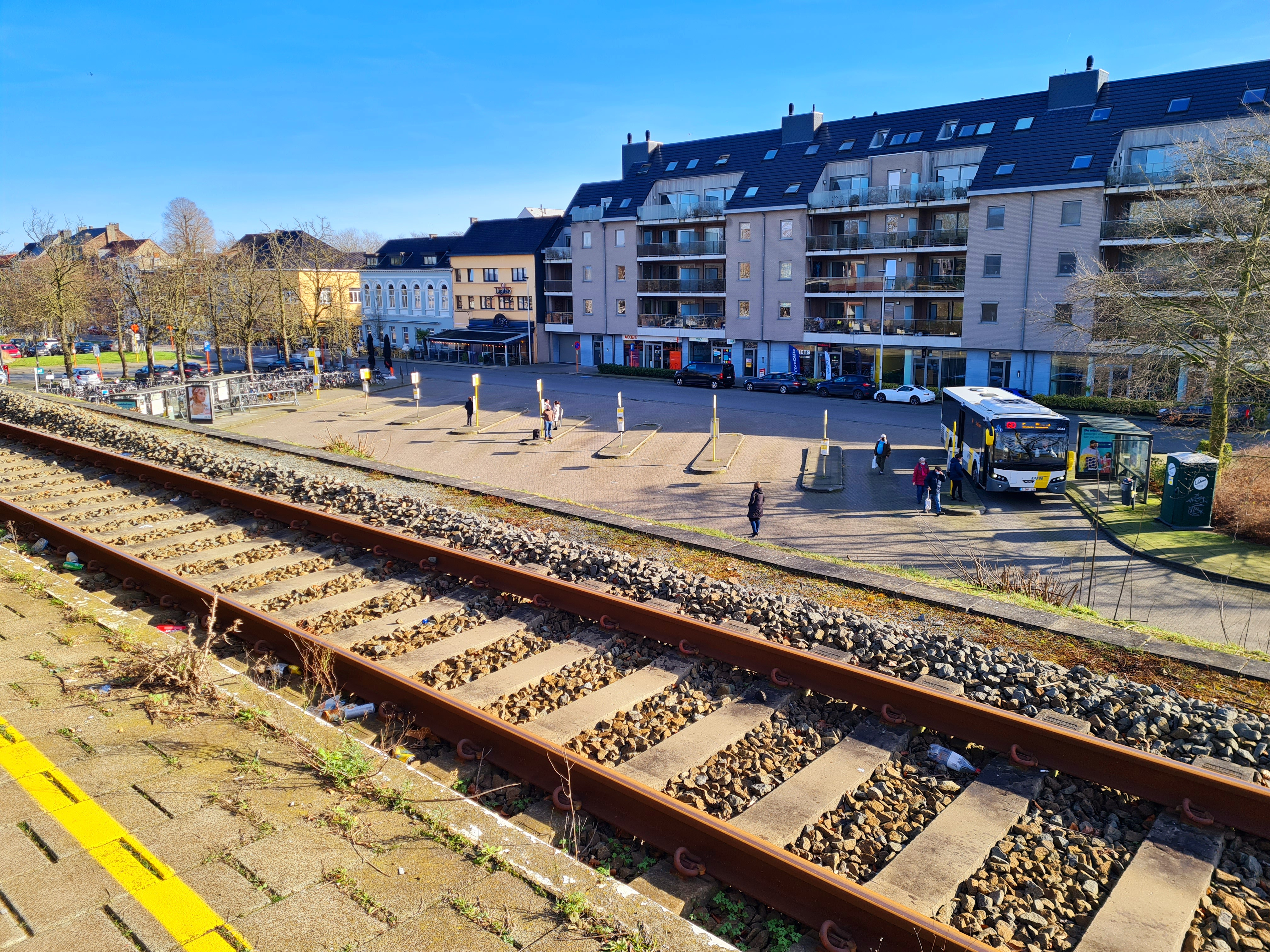
Busstation aan het station Lokeren

In Lokeren komen veel buslijnen uit andere grote steden samen, zoals Gent, Antwerpen, Dendermonde, Sint-Niklaas, Brussel en Aalst. De belangrijkste busstations zijn: Lokeren Station op het Stationsplein met negen perrons waar veertien buslijnen passeren, en Lokeren Markt aan de Markt.
| Lijnnummer | Lijnroute                                                    |
| ---------- | ------------------------------------------------------------ |
| 49         | Zele - Lokeren - Moerbeke-Waas - Zelzate                     |
| 54         | Lokeren - Berlare - Hofstade - Aalst                         |
| 78         | Lokeren - Lochristi - Gent - St.-Martens-Latem - Deinze      |
| 82         | Lokeren - Sint-Niklaas - Haasdonk - Beveren - Antwerpen L.O. |
| 212        | Lokeren - Belsele - Sint-Niklaas                             |
| 271        | Lokeren - Eksaarde - Sinaai - Sint-Niklaas                   |
| 348        | Lokeren - Beervelde - Destelbergen - Gent-Sint-Pieters       |
| 497        | Lokeren Station - Lokeren Industrie                          |
| 541        | Lokeren - Berlare - Gijzegem - Hofstade - Aalst              |
| 741        | Lokeren - Zaffelare - Oostakker Edugo - Gent-Sint-Pieters    |

### Fiets

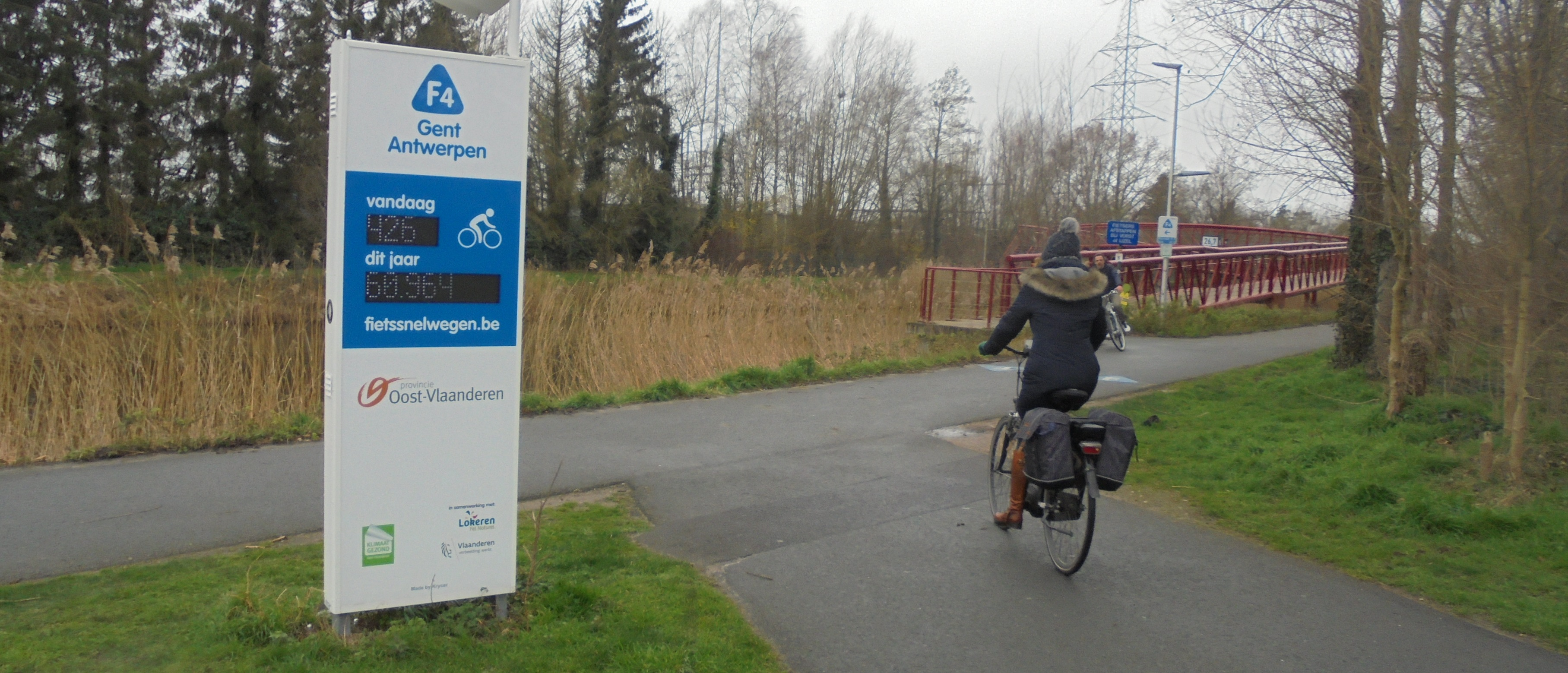
Fietssnelweg F4 in Lokeren aan de rivier de Durme

Op het grondgebied van Lokeren lopen drie fietssnelwegen. De langste en belangrijkste van alle drie is de fietssnelweg F4, die tussen Antwerpen en Gent ligt, en dus Lokeren met beide steden met de fiets verbindt. Verder starten en eindigen er nog twee fietssnelwegen in Lokeren. Fietssnelweg F412 verbindt Lokeren met Moerbeke, en fietssnelweg F413 verbindt Lokeren met Dendermonde.
Samengevat zijn de drie fietssnelwegen doorheen Lokeren:
- F4: tussen Gent en Antwerpen
- F412: tussen Lokeren en Moerbeke
- F413: tussen Lokeren en Dendermonde

## Politiek

### Structuur
| Lokeren          | Lokeren          | Supranationaal         | Nationaal                         | Nationaal                 | Gemeenschap               | Gewest                    | Provincie                 | Arrondissement           | Provinciedistrict | Kanton          | Gemeente        |
| ---------------- | ---------------- | ---------------------- | --------------------------------- | ------------------------- | ------------------------- | ------------------------- | ------------------------- | ------------------------ | ----------------- | --------------- | --------------- |
| Administratief   | Niveau           | Europese Unie          | België                            | België                    | Vlaanderen                | Vlaanderen                | Oost-Vlaanderen           | Sint-Niklaas             | Sint-Niklaas      | Sint-Niklaas    | Lokeren         |
| Administratief   | Bestuur          | Europese Commissie     | Belgische regering                | Belgische regering        | Vlaamse regering          | Vlaamse regering          | Deputatie                 | Deputatie                | Deputatie         | Deputatie       | Gemeentebestuur |
| Administratief   | Raad             | Europees Parlement     | Kamer van volksvertegenwoordigers | Vlaams Parlement          | Vlaams Parlement          | Vlaams Parlement          | Provincieraad             | Provincieraad            | Provincieraad     | Provincieraad   | Gemeenteraad    |
| Kiesomschrijving | Kiesomschrijving | Nederlands Kiescollege | Kieskring Oost-Vlaanderen         | Kieskring Oost-Vlaanderen | Kieskring Oost-Vlaanderen | Kieskring Oost-Vlaanderen | Kieskring Oost-Vlaanderen | Dendermonde-Sint-Niklaas | Sint-Niklaas      | Lokeren         | Lokeren         |
| Verkiezing       | Verkiezing       | Europese               | Federale                          | Federale                  | Vlaamse                   | Vlaamse                   | Provincieraads-           | Provincieraads-          | Provincieraads-   | Provincieraads- | Gemeenteraads-  |

De stad Lokeren wordt bestuurd door het schepencollege en burgemeester Filip Anthuenis (Open Vld), dit is de uitvoerende macht op lokaal niveau. Bestuurlijk valt de gemeente onder het Bestuurlijk arrondissement Sint-Niklaas van de provincie Oost-Vlaanderen.
De wetgevende macht op lokaal niveau is de gemeenteraad met gemeenteraadsvoorzitter Filip Anthuenis (Open Vld). De gemeente valt onder het kieskanton Lokeren bij verkiezingen voor de verschillende niveaus. Voor de verkiezing van de provincieraad is de gemeente ingedeeld in het provinciedistrict Sint-Niklaas in het kiesarrondissement Dendermonde-Sint-Niklaas. Bij de verkiezingen voor de kamer van volksvertegenwoordigers en het Vlaams Parlement in de kieskring Oost-Vlaanderen. Voor de verkiezingen van de Senaat (tot 2012) en het Europees Parlement behoort de gemeente tot het Nederlands kiescollege.

#### College van burgemeester en schepenen
| Functie en bevoegdheden                                                                                                  | ! Naam                  | Partij | Partij          |
| --- | ----------------------- | ------ | --------------- |
| Burgemeester Politie, Brandweer, Patrimonium, Integrale veiligheid en Communicatie.                                      | Filip Anthuenis         |        | Lokaal Liberaal |
| Eerste schepen Omgeving, Stads- en Streekontwikkeling, Wonen, Natuurontwikkeling en Landbouw                             | Filip Liebaut           |        | CD&V            |
| Schepen Burgerzaken, Bevolking, Vreemdelingenzaken, Begraafplaatsen en Evenementen                                       | Claudine De Waele       |        | Lokaal Liberaal |
| Schepen Cultuur, Sport, Museum en Bibliotheek en voorzitter Prolocc                                                      | Marjoleine de Ridder    |        | CD&V            |
| Schepen Wegen en Riolering, Mobiliteit, Groen-onderhoud en Afvalbeleid                                                   | Sabine Van Rysselberghe |        | Lokaal Liberaal |
| Schepen Onderwijs, Toerisme, Informatiebeheer, Archief en Erfgoed                                                        | Stijn Deschepper        |        | Lokaal Liberaal |
| Schepen Jeugd, Kinderopvang en Economie                                                                                  | Sarah Poppe             |        | Lokaal Liberaal |
| Schepen Gebouwen, Duurzaamheid, Energie en Waterbeheer                                                                   | Peter De Bock           |        | Lokaal Liberaal |
| Schepen Welzijn, Gelijke kansen, Mondiaal Beleid en Ouderen en voorzitter Bijzonder comité voor de sociale dienst (BCSD) | Jan Cools               |        | CD&V            |
| Schepen Financiën, Personeel, ICT en voorzitter Zorgbedrijf Sakura                                                       | Stefan Walgraeve        |        | Lokaal Liberaal |

### Geschiedenis

#### Voormalige burgemeesters
| Tijdspanne | Tijdspanne      | Burgemeester                                        |
| ---------- | --------------- | --------------------------------------------------- |
|            | ca. 1122        | Walter van Zuylen (Schout)                          |
|            | ca. 1339        | Jan van Zuylen (Schout)                             |
|            | ca. 1789        | Pieter-Benedict van Kerckhove (Meier)               |
|            | ca. 1792?       | Egidius Dominicus Van Vlierberghe (Meier en Schout) |
|            | ca. 1804 - 1824 | Pierre Francis Van Remoortere                       |
|            | 1824 - 1830     | Paul Norbert Tack                                   |
|            | 1830 - 1842     | Pieter Bernard Verheyden                            |
|            | 1842 - ?        | Charles Roels-Dammekens (LP)                        |
|            | 1850 - 1854     | Pieter René Désiré Blancquaert                      |
|            | 1854 - 1861     | Eduard-Alexander Meyvis                             |
|            | 1861 - 1872     | Adolf Van Landeghem (LP)                            |
|            | 1872 - 1874     | Karel Thuysbaert                                    |
|            | ca. 1876        | Charles-Ferdinand Van Goethem                       |
|            | 1879 - 1890     | Charles Beuckel (LP)                                |
|            | 1891 - 1908     | Prosper Thuysbaert sr. (Kath. Partij)               |

| Periode | Periode      | Burgemeester                                    |
| ------- | ------------ | ----------------------------------------------- |
|         | 1908 - 1914  | Auguste Raemdonck van Megrode (Katholieke Unie) |
|         | 1914 - 1917  | Louis Herbert (Katholieke Partij)               |
|         | 1917 - 1918  | Eduard Vanneste (Katholieke Partij)             |
|         | 1918 - 1939  | Auguste Raemdonck van Megrode (UCB)             |
|         | 1939 - 1940  | Gaston Van der Poorten (UCB)                    |
|         | 1941         | Charles Van de Walle (UCB)                      |
|         | 1941 - 1944  | Stan De Bruyn (VNV, oorlogsburgemeester)        |
|         | 1944         | Charles Van de Walle (UCB)                      |
|         | 1945 - 1947  | Albert Lamborelle (LP)                          |
|         | 1947 - 1959  | Prosper Thuysbaert jr. (CVP)                    |
|         | 1960 - 1975  | Robert De Noos (CVP)                            |
|         | 1976 - 1994  | Hilaire Liebaut (CVP)                           |
|         | 1995 - 2000  | Georges Anthuenis (VLD)                         |
|         | 2001 - heden | Filip Anthuenis (VLD / Open Vld)                |

#### Resultaten gemeenteraadsverkiezingen sinds 1976
| Partij of kartel     | Partij of kartel                                                        | 10-10-1976 | 10-10-1976 | 10-10-1982 | 10-10-1982 | 9-10-1988 | 9-10-1988 | 9-10-1994 | 9-10-1994 | 8-10-2000 | 8-10-2000 | 8-10-2006 | 8-10-2006 | 14-10-2012 | 14-10-2012 | 14-10-2018 | 14-10-2018 | 13-10-2024 | 13-10-2024 |
| Stemmen / Zetels     | Stemmen / Zetels                                                        | %          | 31         | %          | 31         | %         | 31        | %         | 31        | %         | 33        | %         | 33        | %          | 33         | %          | 35         | %          | 37         |
| -------------------- | ----------------------------------------------------------------------- | ---------- | ---------- | ---------- | ---------- | --------- | --------- | --------- | --------- | --------- | --------- | --------- | --------- | ---------- | ---------- | ---------- | ---------- | ---------- | ---------- |
|                      | PVV1/ VLD2/ Open Vld3/ Lokaal Liberaal4                                 | 23,321     | 7          | 30,511     | 10         | 33,441    | 12        | 37,302    | 13        | 44,032    | 16        | 37,932    | 14        | 37,023     | 14         | 34,73      | 13         | 31,44      | 13         |
|                      | CVP1/ CD&V-N-VAA/ CD&V2                                                 | 44,721     | 15         | 40,21      | 14         | 35,461    | 13        | 36,681    | 13        | 23,081    | 8         | 25,27A    | 8         | 19,382     | 6          | 21,42      | 8          | 18,82      | 7          |
|                      | VU1/ SAMENB/ CD&V-N-VAA/ N-VA2                                          | 6,281      | 1          | 7,311      | 1          | 4,051     | 0         | -         |           | 8,39B     | 2         | -         |           | 18,292     | 6          | 12,32      | 4          | 12,02      | 4          |
|                      | SP1/ SAMENB/ Groen!-sp.a-spiritC/ sp.a-GroenD/ Groen-sp.aE/ Vooruit2    | 25,681     | 8          | 19,811     | 6          | 17,011    | 5         | 10,751    | 3         | 8,39B     | 2         | 16,94C    | 5         | 16,84D     | 5          | 19,7E      | 7          | 11,42      | 4          |
|                      | Agalev1/ Groen!-sp.a-spiritC/ sp.a-GroenD/ Groen-sp.aE/ Meer dan Groen2 | -          |            | -          |            | 4,141     | 0         | 5,221     | 0         | 7,821     | 2         | 16,94C    | 5         | 16,84D     | 5          | 19,7E      | 7          | 12,32      | 4          |
|                      | Vlaams Blok1/ Vlaams Belang2                                            | -          |            | -          |            | 5,271     | 1         | 9,461     | 2         | 15,171    | 5         | 19,862    | 6         | 7,892      | 2          | 11,62      | 3          | 14,12      | 5          |
|                      | Anderen(*)                                                              | -          |            | 2,18       | 0          | 0,61      | 0         | 0,59      | 0         | 1,51      | 0         | -         |           | 0,58       | 0          | -          |            | -          |            |
| Totaal stemmen       | Totaal stemmen                                                          | 22327      | 22327      | 23290      | 23290      | 23997     | 23997     | 24484     | 24484     | 25477     | 25477     | 27132     | 27132     | 27680      | 27680      | 28564      | 28564      | 23638      | 23638      |
| Opkomst %            | Opkomst %                                                               |            |            |            |            | 95,85     | 95,85     | 94,69     | 94,69     | 94,68     | 94,68     | 95,71     | 95,71     | 93,76      | 93,76      | 94,2       | 94,2       | 64,4       | 64,4       |
| Blanco en ongeldig % | Blanco en ongeldig %                                                    | 3,43       | 3,43       | 5,05       | 5,05       | 3,91      | 3,91      | 3,34      | 3,34      | 3,83      | 3,83      | 3,6       | 3,6       | 4,4        | 4,4        | 4,3        | 4,3        | 1,4        | 1,4        |

De zetels van de gevormde coalitie staan vetjes afgedrukt. De grootste partij is in kleur.
Vanaf 2024 wordt ook in Moerbeke voor de gemeenteraad van Lokeren gestemd. Voor de resultaten van de gemeenteraadsverkiezingen voor de fusie, zie Moerbeke.
(*) 1982: VELO (2,18%) / 1988: KPB (0,61%) / 1994: PVDA (0,59%) / 2000: Vivant (1,51%) / 2012: Gem. Belang. (0,58%)

### Partnersteden
Lokeren heeft samenwerkingsverbanden met meerdere steden. De stad is officieel gejumeleerd met Ropczyce in Polen. Daarnaast onderhoudt Lokeren via het intergemeentelijke samenwerkingsverband Interwaas nauwe banden met andere gemeenten in het Waasland op het gebied van ruimtelijke planning, sociale economie en projectontwikkeling.

### Wapen en vlag
Na de fusie van Belgische gemeenten op 1 januari 1977 keurde de toenmalige Cultuurraad voor de Nederlandse Cultuurgemeenschap het decreet van 28 januari 1977 goed. Dit decreet verplichtte elke Vlaamse gemeente om een historisch en heraldisch verantwoord wapenschild en vlag in te voeren. Het Lokerse wapenschild kent twee varianten: de ene versie wordt getopt door een raap, de andere door een kroon. Het wapenschild toont een rooster in sabel, soms getopt door een raap van zilver met bladeren van sinopel, tegen een achtergrond in argent. Het schild wordt getopt door een kroon met vijf fleurons. In de andere versie van het wapenschild wordt het schild getopt door een raap. Deze raap komt vaak voor in het wapen van het Waasland en andere Wase steden en dient als een symbool voor de regio. De vlag van Lokeren bestaat uit twee zwarte gelijkzijdige driehoeken die tegenover elkaar gespiegeld staan op een witte achtergrond. In de linker driehoek bevindt zich een raap.

## Milieu

### Waterkwaliteit
Uit recente studies blijkt dat de waterkwaliteit van de Durme en Moervaart is verslechterd. De waterkwaliteit van de Durme scoorde nog in 2015 "goed" maar in 2018 "ontoereikend", de Moervaart in 2015 "ontoereikend" en in 2018 "slecht". In tegenstelling tot haar bovenlopen scoorde de getijdendurme of Benedendurme in 2015 en 2018 beter. Een andere waterloop in Lokeren, de Lede, scoorde de voorbije jaren ook slecht op vlak van waterkwaliteit. De beek dient tegenwoordig eerder als afvoerbeek van afvalstoffen die geproduceerd worden door landbouw. De stad heeft buiten haar waterlopen ook verschillende natuurgebieden, sommige worden beschermd door vzw Durme. De natuur heeft deze gebieden zo goed als overgenomen, waardoor de waterkwaliteit hier "goed" tot "zeer goed" scoort.

### Luchtkwaliteit
Lokeren heeft voor zijn inwonersaantal een relatieve goede luchtkwaliteit. Plaatsen in de stad waar de luchtkwaliteit slechter is bevinden zich vooral op en rond drukke wegen, zoals de N70, N47, N473 en de E17 bij uitstek.

## Onderwijs en welzijn

### Onderwijs
Lokeren heeft een groot aantal scholen:

#### Basisonderwijs
Gemeenschapsonderwijs
- GO! basisschool De Madelief
- GO! basisschool De Tovertuin
- GO! basisschool De Rozen
- GO! basisschool De Springplank
- GO! beleefschool Klim Op

Katholiek onderwijs
- Vrije Basisschool voor Buitengewoon Onderwijs - De Vinderij 1
- Vrije Basisschool voor Buitengewoon Onderwijs - De Vinderij 2
- Vrije Basisschool - Sint-Lodewijkscollege
- Vrije Basisschool - Dol-fijn
- Vrije Basisschool - Oudenbos
- Vrije Basisschool - Heiende
- Vrije Lagere School - Onze-Lieve-Vrouwcollege
- Vrije Basisschool Boskesschool
- Vrije Basisschool - Veertjesplein
- Vrije Basisschool - Bengel

#### Middelbaar onderwijs
- Gemeenschapsonderwijs
  - GO! Atheneum Lokeren
  - GO! Technisch Atheneum Lokeren
- VLOT! Vrij Lokers Onderwijs voor jouw Toekomst (katholiek onderwijs)

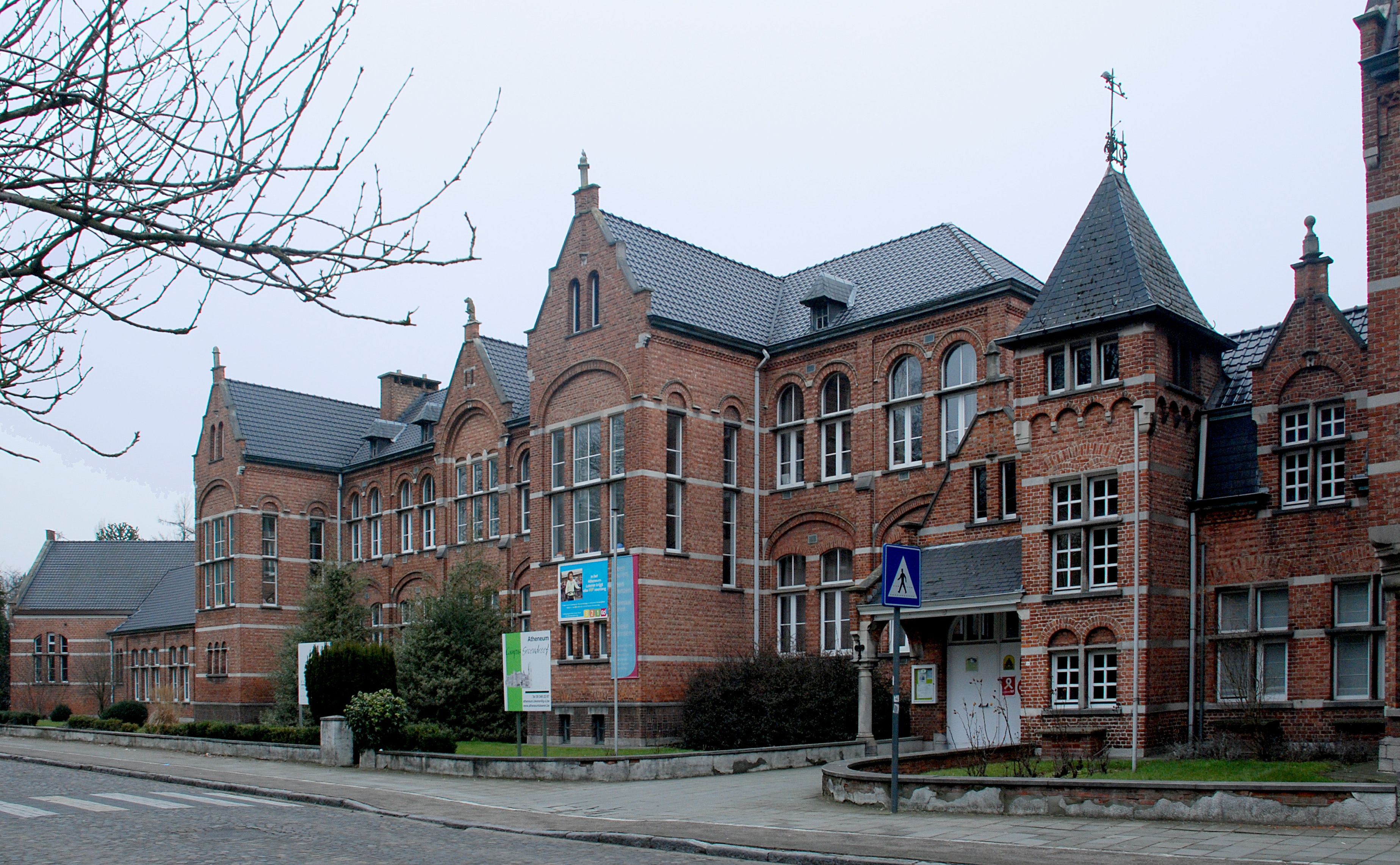
Campus Groendreef

  - Campus CREO
  - Campus Sint-Laurentius
  - Campus Sint-Lodewijk
  - Campus Sint-Teresia

#### Volwassenenonderwijs
- CVO Focus
- CVO Groeipunt

### Gezondheidszorg
Lokeren heeft ook een ziekenhuis, het AZ Lokeren.

## Sport

### Sporthallen

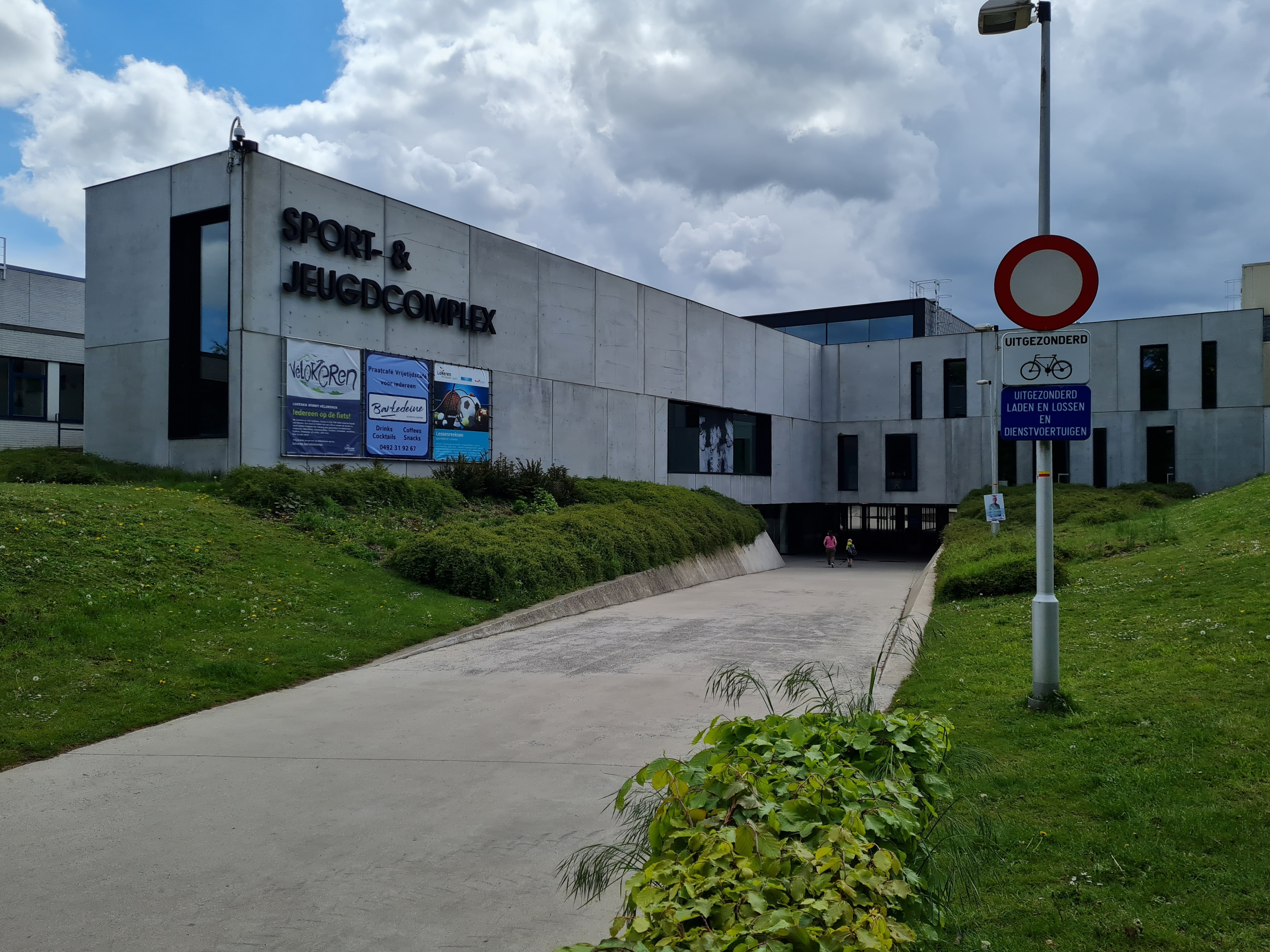
Het Sport-en Jeugdcomplex

Lokeren heeft vijf sporthallen:
- Sport -en Jeugdcomplex
- Stedelijk gevechtsportcentrum
- Sporthal De Muylaert
- Stedelijke sporthal Staakte
- Stedelijke sportzaal Spoele

#### Sport -en Jeugcomplex
Het Sport -en Jeugdcomplex werd geopend in 2012, en is de grootste van alle vijf. Het beschikt over 6 sportzalen en 37 sportterreinen, voor sporten zoals zaalvoetbal, basketbal, handbal, volleybal en badminton. Het complex heeft ook een fuifzaal, 3 vergaderzalen en een kinderopvang.

### Zwembad
Direct verbonden aan het Sport -en Jeugdcomplex staat het Durmebad. Het zwembad dateert van 1968 en is gelegen waar vroeger een zijarm van de Durme lag, vandaar de naam. Het is een sportzwembad met een 25m-bad. In het najaar van 2023 zal er een nieuw zwembad op deze plek komen.

### Voetbal

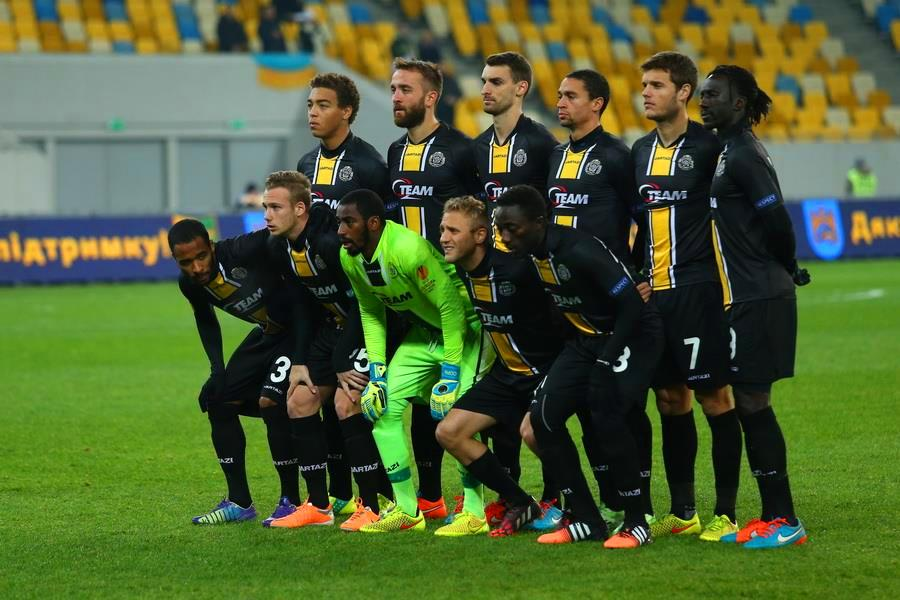
K.S.C Lokeren in 2014

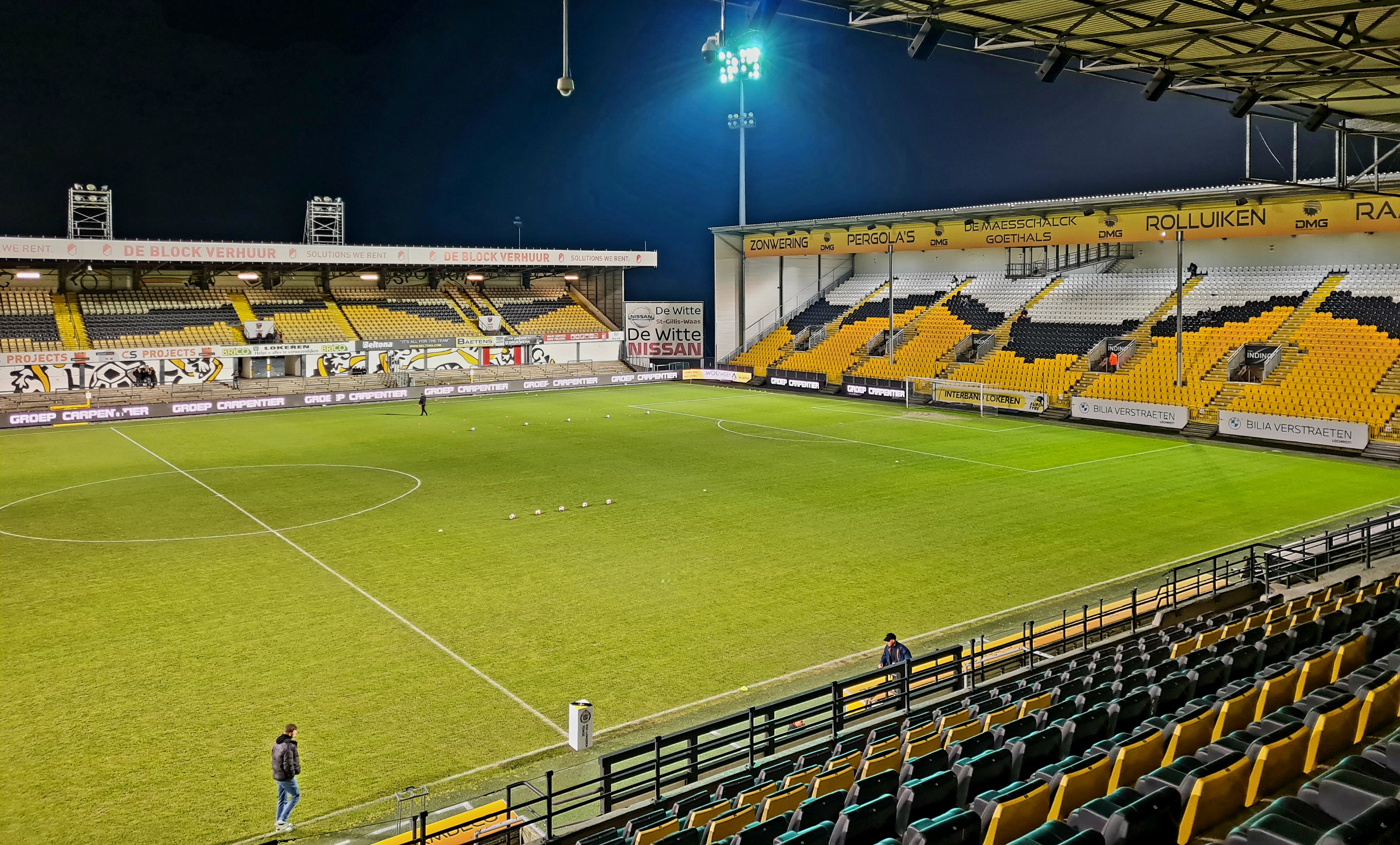
Het Daknamstadion

In het jaar 1915 zag de voetbalclub Racing Lokeren FC het levenslicht. Niettemin, vond de club zichzelf in 1923 in een situatie van vereffening. Niet lang daarna, in datzelfde jaar, kwam Racing Club Lokeren tot stand, gekenmerkt door stamnummer 282. Hieropvolgend, in 1931, werd Standaard FC Lokeren opgericht en toegekend stamnummer 1783.
In het jaar 1970 smeedden beide voornoemde clubs een vereniging, culminerend in de oprichting van Koninklijke Sporting Club Lokeren. Deze fusie, geleid door de voorzitter Adhemar Goeters, vormde een nieuw tijdperk voor de club. Tevens in datzelfde jaar werd een nieuwe voetbalclub het leven ingeroepen onder de naam Lokerse SV, vergezeld van stamnummer 7445.
Een belangrijke ontwikkeling voltrok zich in 1998, waarin Sint-Niklase SK een satellietteam werd van KSC Lokeren. Binnen korte tijd, in 2000, resulteerde deze synergie in een samensmelting van beide teams. Het palmares van de club werd verrijkt met twee overwinningen in de Beker van België (2012 en 2014), evenals het behalen van de tweede plaats in het nationale klassement (1980-'81). Sinds het seizoen 1996-'97 nam de club ononderbroken deel aan de hoogste voetbalklasse van het land. De thuishaven van de club bevond zich in het Daknamstadion gelegen in de Lokerse deelgemeente Daknam, op de grens met Lokeren, naast de wijk Bergendries.
Echter, in 2019 bevond de club zich in de tweede klasse. In het jaar 2020 werd de club echter getroffen door financiële problemen en gebrekkig management, resulterend in een faillissement. Vervolgens fuseerde KSC Lokeren met de voetbalclub van Temse, wat leidde tot de oprichting van KSC Lokeren-Temse. Deze nieuwe entiteit werd geleid door ondernemer Hans Van Duysen, kleinzoon van Adhemar Goeters, medeoprichter van KSC Lokeren.

### Wielersport
De Omloop van het Waasland start elk jaar op de Markt van Lokeren.
Elk jaar vindt in Lokeren de Rapencross plaats. Het toernooi vindt plaats in het Park ter Beuken, waarbij wielrenners een parcours moeten afleggen van 2,7 kilometer. Waar de cross vooral bekend voor staat, is de grote variatie aan obstakels op zo'n kleine afstand. De deelnemers moeten door modder, zand en reeksen balken geraken, maar ook over extreme hellingen.

### Rugby
Sinds enkele jaren heeft de stad Lokeren tevens een opkomende rugbyclub binnen haar grenzen. In lijn met soortgelijke rugbyverenigingen in de omliggende regio, ervaart ook deze sportieve organisatie gestaag groeiende belangstelling in Lokeren.